# Luftkrieg im Zweiten Weltkrieg
Der Luftkrieg im Zweiten Weltkrieg umfasst den Zeitraum vom 1. September 1939 (Überfall auf Polen) bis zum 2. September 1945 (Kapitulation Japans). Ziele waren
- Luftüberlegenheit zu erringen und diese zu nutzen,
- Militäreinrichtungen, Infrastruktur und Produktionsanlagen des Gegners zu zerstören,
- Seestreitkräfte des Gegners – Schiffe und U-Boote – zu versenken,
- Nachschub transportierende Handelsschiffe zu versenken,
- die Bevölkerung zu demotivieren/demoralisieren.

Im Verlauf des Zweiten Weltkriegs nahmen Angriffe gegen Industriestandorte und Zivilbevölkerung an Intensität und Anzahl zu. Spätestens mit Beginn der Luftschlacht um England wurde die Luftverteidigung ein Schwerpunkt des Luftkrieges.
Eine ständige Aufgabe der Luftstreitkräfte der kriegführenden Staaten war die Luftnahunterstützung der Bodentruppen und gleichzeitige Gefechtsfeldabriegelung im Gefecht der verbundenen Waffen.

## Der Krieg aus der Luft: Theorien und erste Ansätze
Schon im Ersten Weltkrieg kam dem neuen Luftkrieg eine wachsende Bedeutung zu. Die Entwicklung von Militärflugzeugen machte in diesen Jahren große Fortschritte.
Neben dem operativen Einsatz von Flugzeugen über dem Frontgebiet zu Zwecken der Aufklärung oder Bodenunterstützung wurden auch strategische Bombenangriffe geflogen. Die Angriffe der Alliierten zielten dabei vorwiegend auf das lothringisch-luxemburgische Industriegebiet, während die deutschen Bomber eher direkt Städte wie Paris oder London angriffen.
Nach dem Krieg versuchten Militärs, daraus Schlüsse für die zukünftige Kriegführung abzuleiten. Als sehr einflussreich erwiesen sich die Theorien des italienischen Generals Giulio Douhet, die er 1921 in seinem Buch Dominio dell’Aria veröffentlichte. Ausgehend von der weit verbreiteten Überzeugung, dass ein neuer Krieg in noch höherem Maße die Mobilisierung aller Kräfte eines Staates erfordern würde, meinte er, dass nunmehr die Kraftquellen, also das tiefe Hinterland des Gegners, Hauptangriffziele sein müssten. Er plädierte dafür, zunächst die gegnerischen Luftstreitkräfte auszuschalten und danach die großen Zentren und Großstädte anzugreifen, um durch eine Beschädigung der Industrien und Demoralisierung der Bevölkerung die Widerstandskraft des Feindes zu verringern. Dies würde die Kapitulation des Feindstaates erzwingen, wobei ihm offenbar in gewisser Hinsicht das Beispiel des Deutschen Kaiserreiches von 1918 Modell stand. Der Angriff auf die Moral der gegnerischen Bevölkerung stand bei Douhet klar im Vordergrund: „Ich halte es sogar für erlaubt und verdienstvoll, bewohnte Städte mit Giftgasbomben zu belegen.“ Zu Lande und zur See solle man sich hingegen auf die Verteidigung beschränken.
Diese Vorschläge wurden kaum als ernsthafte Handlungsanweisung betrachtet (so auch im Deutschen Reich), doch sie wiesen die Richtung einer neuen Entwicklung. Am ehesten gingen die britischen Streitkräfte auf die Idee des strategischen Bombenkrieges ein. Der einflussreiche britische Militärtheoretiker Basil Liddell Hart wies darauf hin, wie wirkungsvoll Schläge gegen das gegnerische Führungssystem sein könnten: „Wenn ein solcher Schlag genügend schnell und kraftvoll geführt wird, so gibt es keinen Grund, weshalb nicht in ein paar Stunden – oder höchstens Tagen – nach Beginn der Feindseligkeiten das Nervensystem eines der kämpfenden Länder gelähmt sein sollte.“ Hier stand also nicht das Terrorisieren der Zivilbevölkerung im Mittelpunkt, obwohl die Briten 1922 im Irak (damals Britisches Mandat Mesopotamien) auch darin Erfahrungen gesammelt hatten.

## Kriegsverlauf

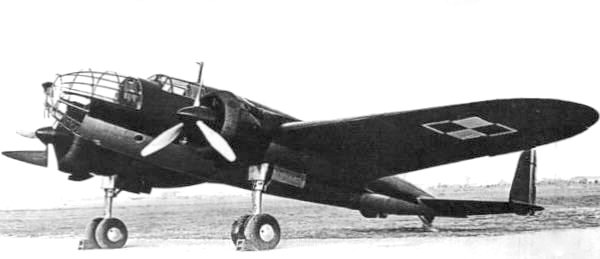
Eine PZL.37 Łoś der Polnischen Luftstreitkräfte

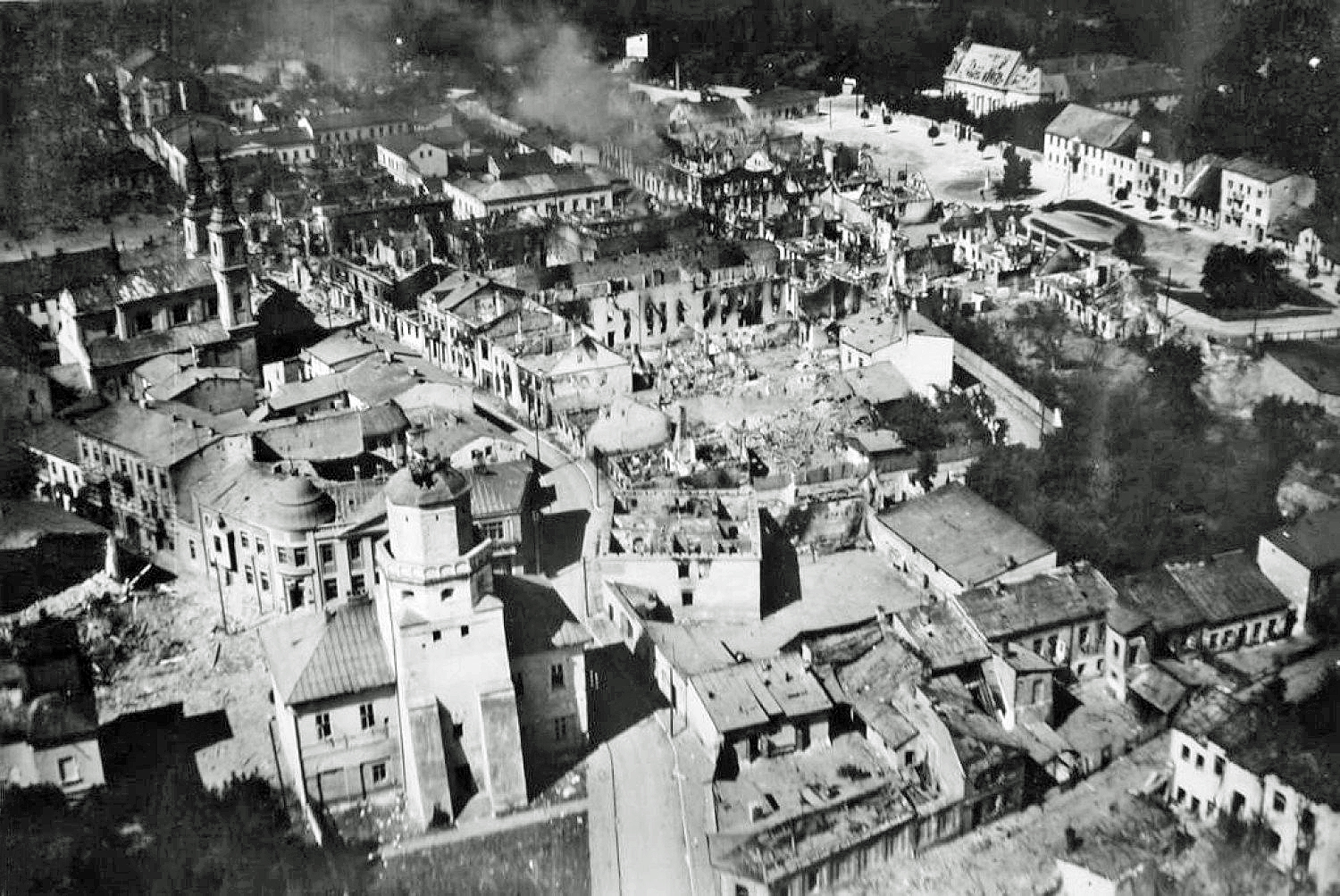
Wieluń nach dem Luftangriff, September 1939

### Polen (1939)
Die Luftwaffe der Wehrmacht verfügte zu Beginn des Zweiten Weltkrieges über 1180 Kampfflugzeuge: 290 Sturzkampfbomber Ju 87, 290 Bombenflugzeuge (hauptsächlich He 111), und 240 Marineflieger. Insgesamt besaß Deutschland etwa 3000 Flugzeuge, von denen zwei Drittel auf modernem Stand waren.
Am frühen Morgen des 1. September 1939 wurde beim deutschen Luftangriff auf Wieluń die militärisch unbedeutende polnische Kleinstadt Wieluń größtenteils zerstört und schätzungsweise bis zu 1200 Menschen getötet. Der Angriff wird von Historikern als erstes Kriegsverbrechen während des Überfalls angesehen.
Die Erwartung des Oberkommandos der Wehrmacht, während des Überfalls auf Polen die klare Luftüberlegenheit über Polen zu erlangen, wurde gleich zu Beginn der Offensive erfüllt. Dennoch hatte die deutsche Luftwaffe überraschend hohe Verluste bei den Kampfflugzeugen zu verzeichnen. 22 % der deutschen Kampfflugzeuge wurden bis zum Ende des Feldzuges vernichtet. Nicht zuletzt aus diesem Grund musste der Angriffstermin für den Westfeldzug 29-mal verschoben werden.

### Westeuropa

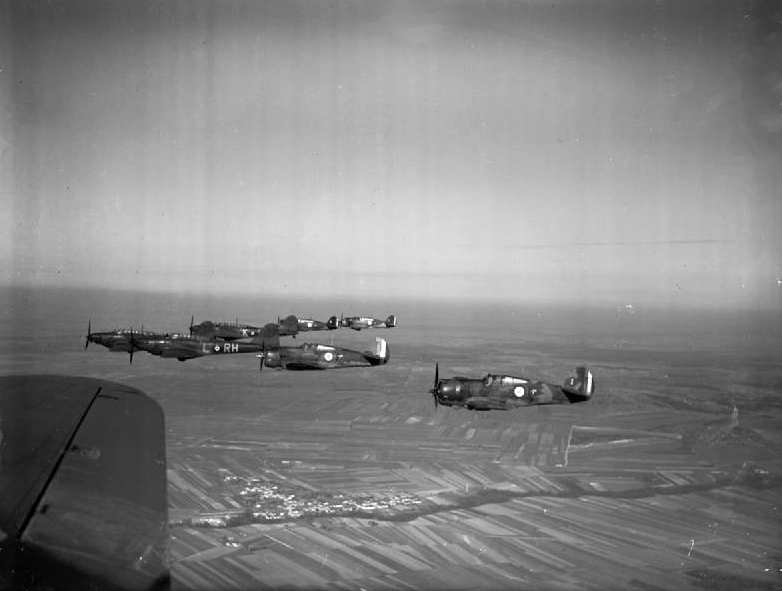
Britische Fairey Battle und Curtiss P-36 der französischen Armée de l’Air im Formationsflug, Februar 1940

Die belgische Luftwaffe verfügte über etwa 192 sowie die niederländische Luftwaffe über 155 Maschinen.
Denen standen auf deutscher Seite etwa 900 einmotorige Jagdflugzeuge (Bf 109), etwa 220 zweimotorige Jagdflugzeuge (sog. Zerstörer; Bf 110), etwa 1100 zweimotorige Bomber, hauptsächlich He 111 und Do 17, 450 dreimotorige Transportflugzeuge Ju 52, eine geringe Anzahl zweimotorige (Ju 88), etwa 320 einmotorige Sturzkampfbomber (Ju 87), ca. 45 einmotorige Doppeldecker-Schlachtflugzeuge (Hs 123) sowie eine geringe Anzahl anderer Modelle gegenüber.
Auch beim Westfeldzug waren die Verluste unerwartet hoch. In den Niederlanden verlor die Luftwaffe am 10. Mai 1940 allein 274 Ju-52-Transportflugzeuge an einem Tag, ein Weltrekord. Insgesamt verlor die Luftwaffe in fünf Jahren dort über 2000 Flugzeuge.
Jede größere Offensive der deutschen Streitkräfte wurde zunächst durch heftiges Bombardement der Luftwaffe eingeleitet. Hierbei kamen in der Regel Stukas zum Einsatz. So zum Beispiel am 10. Mai, als der deutsche Angriff begann, oder im Rahmen des Panzerdurchbruchs von Sedan wenige Tage später. Diese Luftangriffe während des Westfeldzuges waren mitunter so erfolgreich, dass Luftwaffenchef Hermann Göring überzeugt war, allein mit seiner Luftwaffe die Alliierten in der Schlacht von Dünkirchen besiegen zu können. Diese Fehleinschätzung führte unter anderem dazu, dass im Rahmen der Operation Dynamo über 300.000 alliierte Soldaten nach Großbritannien evakuiert werden konnten. Den Briten gelang es aufgrund der kurzen Anflugwege von ihren südenglischen Basen immer wieder, die Luftherrschaft über Dünkirchen an sich zu reißen und dabei 156 deutsche Flugzeuge abzuschießen, nicht ohne selbst 177 Flugzeuge zu verlieren. Da zudem Schlechtwetterperioden den Einsatz der Luftwaffe hemmten, blieb Görings Gesamtbilanz weit von seinem hochgesteckten Ziel entfernt. Dennoch gelang es der Wehrmacht, bis zum 17. Juni große Teile der französischen Armee einzukesseln, und schließlich wurde am 22. Juni Waffenstillstand geschlossen.
Wie bei der Panzerwaffe war es durch enge Zusammenarbeit der deutschen Luftflotten mit den Heeresgruppen bis hinunter auf die taktische Ebene möglich, rasche und effiziente Luftunterstützung sicherzustellen und die zahlenmäßige Schwäche durch Schwerpunktebildung auszugleichen.
Zu den ab 7. September 1940 einsetzenden Tagangriffen auf London und andere britische Städte siehe Luftangriffe auf Städte/Großbritannien. Mit dem Angriff auf die Sowjetunion im Juni 1941 wurden die Luftangriffe auf England erheblich seltener.
Einen Tag nach dem japanischen Angriff auf Pearl Harbor am 7. Dezember 1941 erklärten die USA dem Kaiserreich Japan den Krieg; Hitler erklärte am 11. Dezember 1941 den USA den Krieg, obwohl er dazu laut Dreimächtepakt nicht verpflichtet war. Die US-Luftwaffe (damals hieß sie USAAF) flog ab August 1942 Luftangriffe gegen Städte im Deutschen Reich; sie war seit der alliierten Landung in der Normandie maßgeblich am Vorrücken an der Westfront beteiligt.

US-Soldaten landen während der Operation Market Garden

Die Operation Market Garden war eine Luftlandeoperation der Alliierten (17. bis 25. September 1944). Aufgrund der hohen Verluste auf alliierter Seite gilt sie heute als letzter militärischer Erfolg der Wehrmacht. Ziel der Alliierten war es, mittels Fallschirmjägern eine Anzahl von Brücken in den Niederlanden zu sichern und so die Überquerung des Rheins einzuleiten, der die letzte große natürliche Barriere im Westen Deutschlands darstellte. Die Waalbrücke Nijmegen konnte gesichert werden; die große Rheinbrücke bei Arnheim dagegen blieb in deutscher Hand bzw. wurde zerstört.
Die britische 1st Airborne Division wurde im Verlauf der Schlacht vollständig aufgerieben.

### Balkan/Mittelmeerraum
Luftangriff auf Belgrad
Luftlandeschlacht um Kreta
Nordafrika

### Osteuropa
Finnisch-Sowjetischer Winterkrieg
Im sogenannten Winterkrieg, der vom 30. November 1939 bis zum 13. März 1940 andauerte, hatte die Luftstreitkräfte der Sowjetunion die Luftüberlegenheit.
Deutsch-Sowjetischer Krieg
siehe auch: Luftstreitkräfte der Sowjetunion#Zweiter Weltkrieg
Die Verluste beim Unternehmen Carmen, der Bombardierung des sowjetischen Eisenbahnknotens Kursk, führten zur Einstellung von großen deutschen Tagangriffen an der Ostfront. Am Tage operierte die Luftwaffe danach nur noch in kleineren Formationen und Großangriffe fanden nur noch nachts statt.

### Pazifik

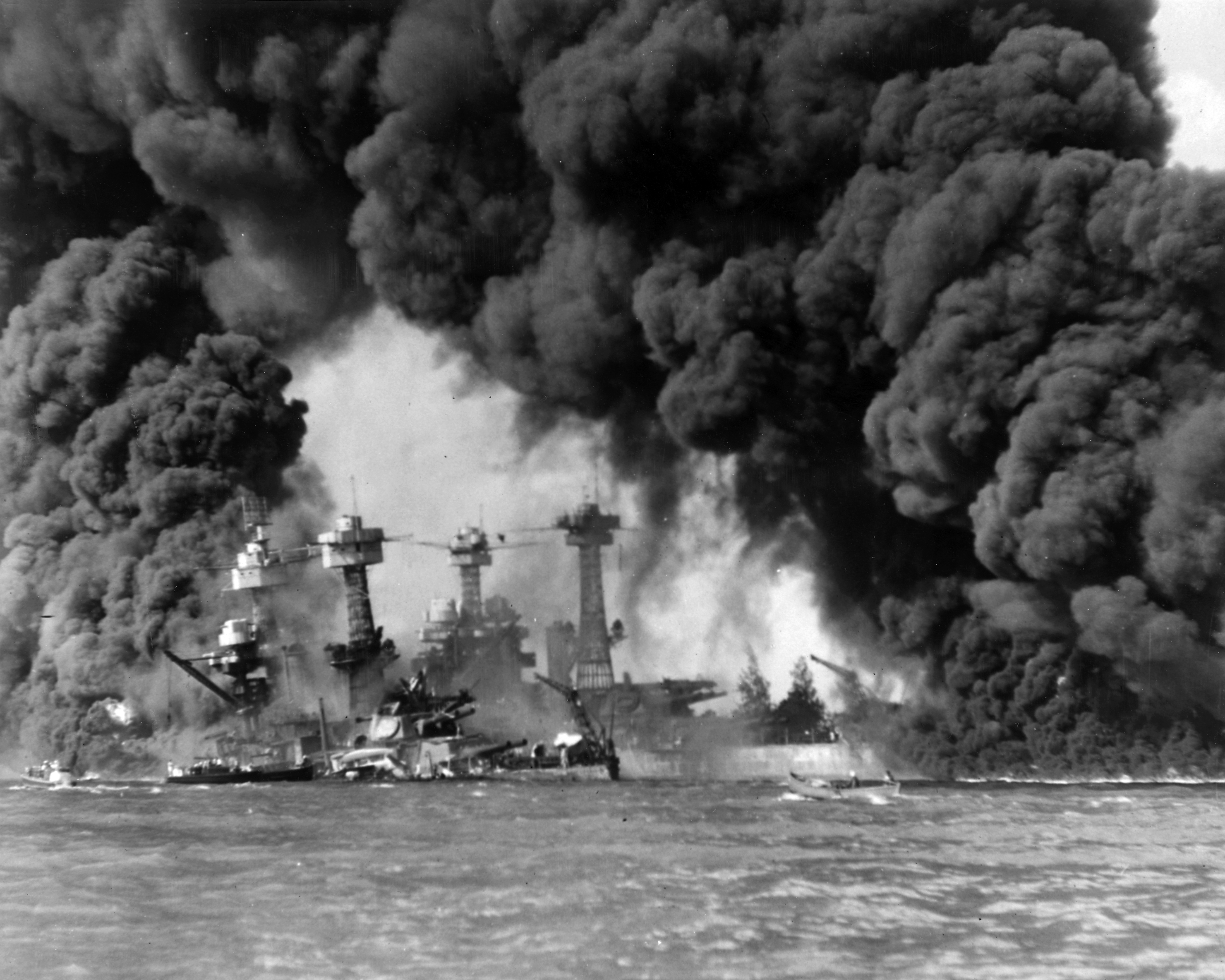
Luftangriff auf Pearl Harbor

Der Krieg im Pazifik begann mit dem japanischen Angriff auf Pearl Harbor, an dem über 350 Flugzeuge, die von sechs Flugzeugträgern der Kidō Butai gestartet waren, beteiligt waren. Dieser Angriff zerstörte die meisten auf Pearl Harbour stationierten Flugzeuge und vernichtete große Teile der amerikanischen Pazifikflotte. Drei Kriegsschiffe wurden versenkt und fünf wurden stark beschädigt. Allerdings waren nur die Arizona und die Oklahoma endgültig verloren. Die anderen Schiffe wurden repariert und standen bald wieder zur Verfügung. Die drei amerikanischen Flugzeugträger, die eines der Hauptangriffsziele darstellten, waren allerdings auf See. Auf Pearl Harbor konnten Dock-, Versorgungs- und Werftenanlagen schnell repariert werden. Des Weiteren waren die Tanklager der Basis unbeschädigt geblieben.
Der Angriff einigte die amerikanische Öffentlichkeit, die nun mit großer Mehrheit den Kriegseintritt der USA und Vergeltung für Pearl Harbor einforderte. Am folgenden Tag, dem 8. Dezember 1941, erklärten die Vereinigten Staaten Japan den Krieg. Nur drei Tage danach gelang den Japanern ein weiterer wichtiger Erfolg, den sie mit landgestützten Kampfflugzeugen erringen konnten. Sie versenkten am 10. Dezember 1941 die britische Force Z mit dem Schlachtschiff Prince of Wales und dem Schlachtkreuzer Repulse.
Der erste und überraschende amerikanische Luftangriff gegen die japanischen Heimatinseln erfolgte unter dem Namen Doolittle Raid auf Tokio am 18. April 1942 von der Hornett.

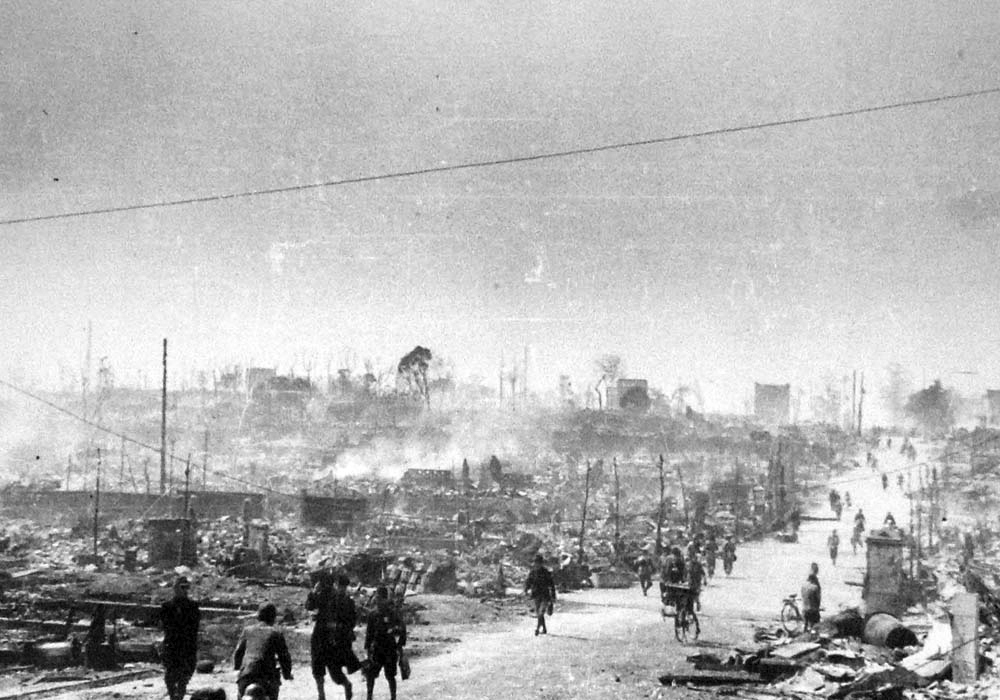
Tokio nach dem Angriff vom 10. Mai 1945

Nach der Eroberung der Marianen im Juni 1944 wurde Tinian zur Basis der B-29 Superfortress ausgebaut. Dieser neuartige Bomber konnte dank seiner Reichweite und Flughöhe von dort aus Japan relativ ungefährdet bombardieren. Die ersten Tagangriffe in extremer Höhe erwiesen sich als enttäuschend, da durch den über Japan fast immer bedeckten Himmel und den Jetstream Präzisionsangriffe fehlschlugen und bei relativ hohen Verlusten nur einige Wirkung auf die Ziele der Flugzeugindustrie zeigten. Im Frühjahr 1945 wurde deshalb auf nächtliche Flächenbombardements mit Brandbomben aus niedriger Höhe umgestellt. Der verheerendste Angriff fand in der Nacht vom 9. auf den 10. März 1945 auf Tokio statt. Etwa 26 Quadratkilometer der Stadt wurden vernichtet und 80.000 bis 100.000 Menschen starben in den Flammen.
Von März 1945 bis zum Kriegsende warfen amerikanische B-29 in der Operation Starvation zwölftausend Seeminen um Japans ab. Von diesen wurden 222 Handelsschiffe mit 511.539 BRT versenkt. Das war der finale Schlag in der Seeblockade Japans.

## Luftangriffe gegen Städte

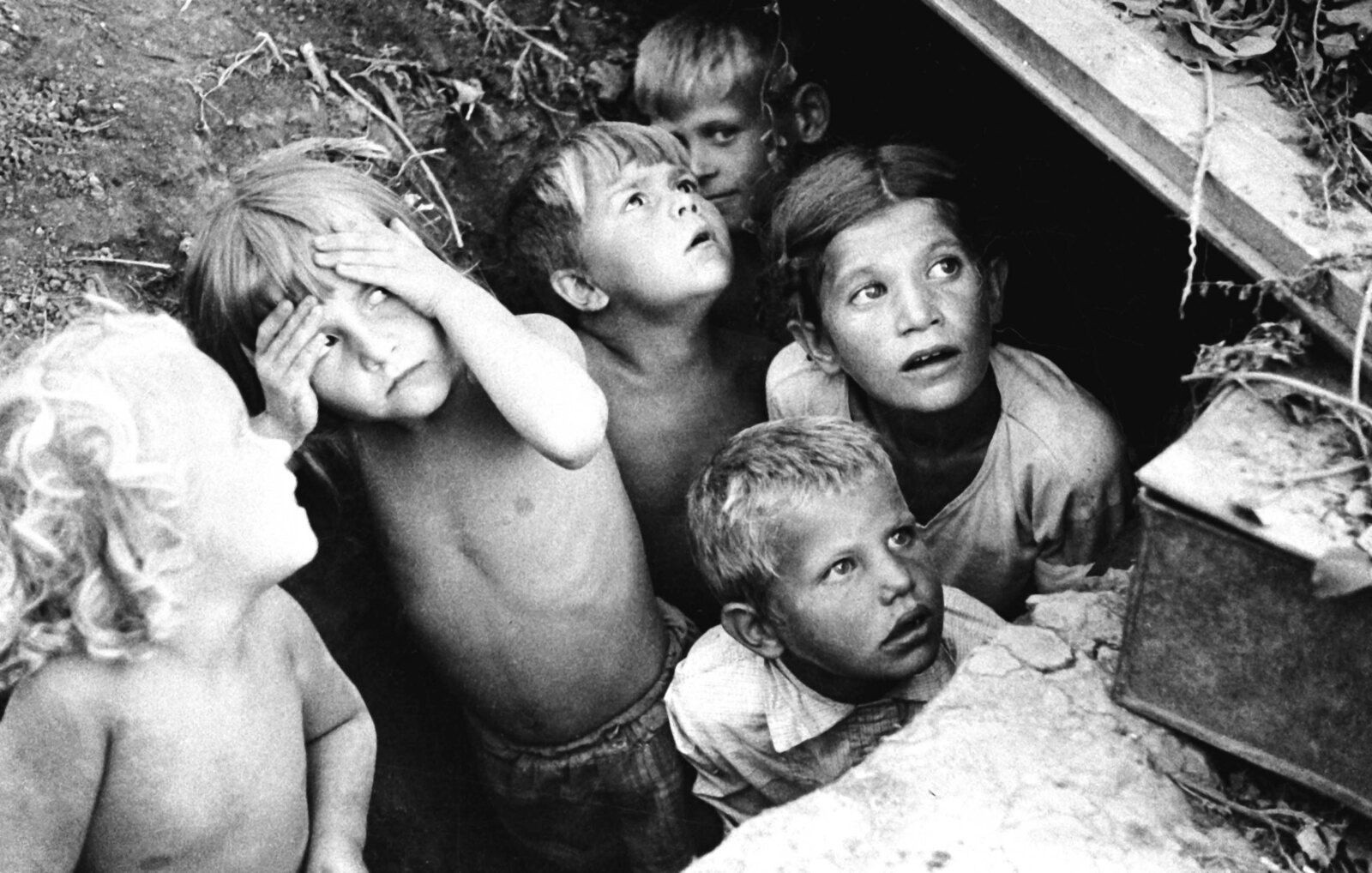
Kinder während eines Luftangriffs in den ersten Tagen des Deutsch-Sowjetischen Krieges nahe Minsk in Weißrussland

Im Ersten Weltkrieg war die Bombardierung der Zivilbevölkerung durch die deutschen Zeppeline noch die Ausnahme. Die Luftkriegführung des Zweiten Weltkriegs jedoch richtete sich auf beiden Seiten in großem Umfang gegen die in Städten lebende Zivilbevölkerung.
Der Bombenkrieg gegen die Zivilbevölkerung begann bereits in den ersten Stunden des Zweiten Weltkriegs, als die deutschte Luftwaffe am 1. September 1939 die polnische Kleinstadt Wieluń bombardierte. Am 25. und 26. September erfolgte mit dem Angriff auf Warschau das erste Flächenbombardement einer Großstadt. Am 14. Mai 1940 wurde bei der Bombardierung von Rotterdam 1940 der größte Teil der Altstadt zerstört. In Großbritannien richtete sich der Luftkrieg in den ersten Monaten noch gegen militärische Ziele wie Panzer, Schiffe und Stützpunkte. Seit Mai 1940 griff das Bomber Command der Royal Air Force deutsche Städte mit taktischen Bombardements an. Das Klima radikalisierte sich Anfang September 1940, als die deutsche Luftwaffe begann Tag- und Nachtangriffe gegen britische Großstädte (unter anderem London) zu fliegen (siehe The Blitz).
Insgesamt kosteten die Luftangriffe, die gegen Städte geflogen wurden, 60.595 britischen und zwischen 305.000 und 600.000 deutschen Zivilisten das Leben. Die von den Amerikanern geflogenen Angriffe gegen Tokio, Yokohama, Kobe, Nagoya und andere japanische Städte (siehe Luftangriffe auf Japan) und die Atombombenangriffe töteten ungefähr zwischen 330.000 und 500.000 Japaner. Die Royal Air Force konnte bereits 1941 mehr Bomber einsetzen als die Luftwaffe.
Das Erzeugen von sogenannten Feuerstürmen über deutschen Städten wurde von britischer Seite als Erfolg gewertet. Um einen Feuersturm zu entfachen, ging es nicht etwa nur darum, eine möglichst hohe Bombenlast abzuwerfen (beispielsweise entstand über Berlin nie ein Feuersturm), sondern es kam unter anderem auf Art, Reihenfolge und Aufprallort der Bomben an. Zunächst wurden durch Sprengbomben und Luftminen („Wohnblockknacker“) die Dächer abgedeckt und die Fensterscheiben zum Bersten gebracht, um brennbares Material freizulegen und die Sauerstoffzufuhr für die Stabbrandbomben zu ermöglichen. Außerdem folgten nach etwa 15 Minuten weitere Explosionen von Sprengbomben mit Zeitzündern, um Feuerwehr und Löschmannschaften am Verlassen der Schutzräume zu hindern und um so ein Zusammenwachsen von Einzelbränden zu „Feuerstürmen“ zu ermöglichen. Diese Lektion hatten die Briten während des Luftwaffen-Blitzes lernen müssen.
Die völkerrechtliche Bewertung von Luftangriffen auf Städte zur Zeit des Zweiten Weltkriegs ist umstritten. Artikel 25 der Haager Landkriegsordnung verbietet zwar „das Angreifen von unverteidigten Städten, Wohnräumen und Gebäuden“, nur ist fraglich, ob das Vorhandensein von Flugabwehrbatterien bereits eine Verteidigung in diesem Sinne darstellt. Eine vom US-Militär eingerichtete Kommission stellte fest, dass mit dem Aufbau einer Luftverteidigung keine Stadt mehr „unverteidigt“ sei. Darüber hinaus sei fraglich, ob die Vorschriften der Haager Landkriegsordnung überhaupt auf den Luftkrieg anwendbar waren.
Maßgeblich hat der Schriftsteller W. G. Sebald durch seine 1999 veröffentlichte Schrift Luftkrieg und Literatur die Diskussion in Deutschland über dieses Thema entfacht.

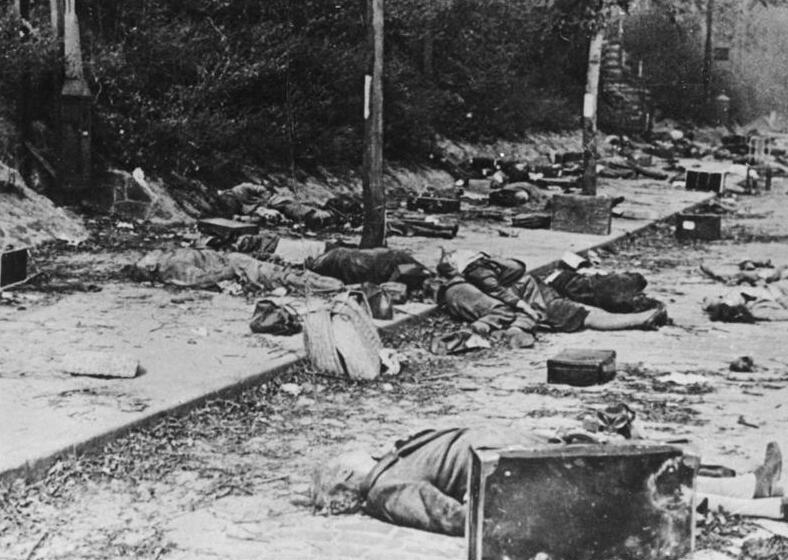
Bombenopfer in Hamburg nach den Großangriffen im Juli 1943

Der Historiker Gerd R. Ueberschär bezeichnet dagegen Luftangriffe wie die Bombardierung Dresdens als „militärisch sinnlos und nicht durch die allgemeinen Regeln des Kriegsvölkerrechts gedeckt“. Ob Ueberschärs Darstellungen der „Komplexität historischer Abläufe genügend berücksichtigt“, stellt Thomas Widera vom Hannah-Arendt-Institut für Totalitarismusforschung der Technischen Universität Dresden in Frage. Die Historiker Götz Bergander, Helmut Schnatz, Frederick Taylor und Matthias Neutzner betrachten die Fragestellung, ob die Flächenbombardements deutscher Städte ein Kriegsverbrechen darstellen, differenzierter im komplexen historischen Kontext. Neutzner, Hesse und Reinhard erläutern, dass indessen kein international verbindliches Luftkriegsrecht den Schutz von Zivilisten garantierte. Taylor lässt die Antwort beim Beispiel Dresden bewusst offen. Insbesondere Neutzner setzt sich in seinen Werken intensiv mit den diktumsgraduierenden, dramaturgischen Elementen solcher Darstellungen auseinander, die er „Konstanten“ einer „kollektiven Erzählung“ nennt. Viele überlieferte Darstellungen, die die Angriffe auf Dresden als „plötzliche“, „unerwartete“, „sinnlose Zerstörung“ einer „einzigartigen“ und „unschuldigen“ Stadt, „kurz vor dem Ende des Krieges“ beschrieben, ficht er an.
Explizit verboten wurden Flächenbombardements erst im Jahr 1977 mit den auch von Großbritannien und Deutschland ratifizierten Zusatzprotokollen zur Genfer Konvention.
Das „Morale bombing“ (auf den gegnerischen Durchhaltewillen abzielende Bombardierungen) auf die Zivilbevölkerung war zu jeder Zeit – auch während des Krieges – geächtet und diskutiert. Die Alliierten behaupteten (wahrheitswidrig) in ihrer Propaganda, dass sich die Luftangriffe ausschließlich gegen Industrien richtete. Die nationalsozialistische Propaganda wiederum erklärte, die deutschen Luftangriffe auf zivile Ziele seien „nur“ Vergeltungsmaßnahmen; man hätte von sich aus den Kampf niemals auf kriegsunwichtige Gebiete ausgedehnt.

„Von Essen abgesehen, haben wir niemals ein besonderes Industriewerk als Ziel gewählt. Die Zerstörung von Industrieanlagen erschien uns stets als eine Art Sonderprämie. Unser eigentliches Ziel war immer die Innenstadt.“

Die 1944 entstandene Idee mit der Operation Thunderclap, mit 2000 Flugzeugen einen Vernichtungsschlag gegen Berlin zu führen, der dem Einsatz einer Atombombe gleichkommen sollte, und so den Krieg zu entscheiden gelangte nicht zur Durchführung.

### Deutsches Reich

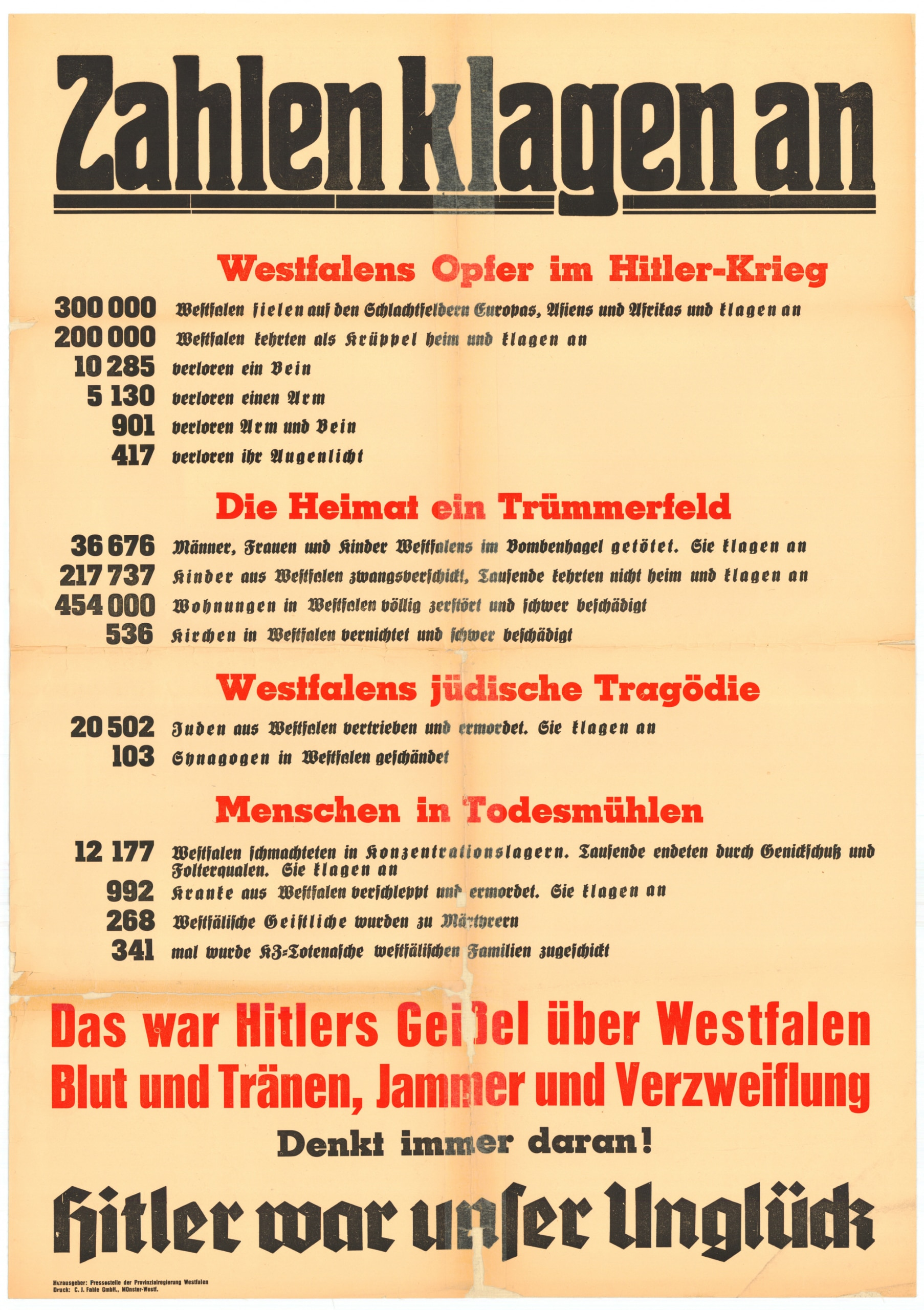
Plakat in Westfalen (1945)

Die Angriffe der Royal Air Force (RAF) auf deutsche Städte begannen mit dem Angriff auf Wilhelmshaven am 4. September 1939 (siehe Tabelle).
Das erste großflächige Bombardement auf eine deutsche Großstadt erfolgte einige Monate später in der Nacht vom 15. auf den 16. Mai 1940 auf Duisburg. Bei der Operation Razzle wurde versucht die deutsche Getreideernte durch Massenabwurf von Brandplättchen zu zerstören.

#### Angriffstechnik
Nach dem verlustreichen Luftgefecht über der Deutschen Bucht ging die RAF dazu über, nachts Tausend-Bomber-Angriffe auf deutsche Städte zu fliegen. Militärische Ziele wurden selten angegriffen. Fast alle Groß- und Mittelstädte wurden großflächig zerstört. Verschont blieben z. B. Breslau, Schwerin, Göttingen, Goslar, Lüneburg, Lüdenscheid, Konstanz, Marburg (Lahn), Görlitz, Zwickau, Erfurt (teilzerstört), Recklinghausen (teilzerstört), Halle (Saale) (teilzerstört) und Heidelberg.

#### Strategie
Die britische Strategie des „morale bombing“ bestand darin, die Moral der Bevölkerung zu brechen; es sollte das Vertrauen in die deutsche Regierung sowie die Hoffnung auf einen deutschen Endsieg geschwächt werden. Die Bevölkerung sollte durch den Verlust ihrer materiellen Lebensgrundlagen existenzbedrohend beeinträchtigt werden, so dass sie von ihrer beruflichen Tätigkeit so weit wie möglich abgehalten wird. Man glaubte, dass Menschen, die in einer Bombennacht ihre Wohnung verloren haben, in den nächsten Tagen nicht zur Arbeit (z. B. in einer Rüstungsfabrik) gehen würden.
Es wurden viele Brandbomben verwendet, die eine verheerende Wirkung auf die Wohnviertel der bombardierten Städte hatten. Brandbomben wie beispielsweise die Elektron-Thermitstab-Brandbombe waren bereits lange vor dem Krieg konstruiert und getestet worden.
Arthur Harris, in der deutschen Bevölkerung bekannt als „Bomber-Harris“, hatte die Idee, Tausend-Bomber-Angriffe zu fliegen, womit die Wirkung auf das Ziel maximiert werden sollte. Außerdem sollten mittels eines Bomberstroms die deutsche Abwehr des Nachtjäger-Leitsystems und der Flugabwehr (Flakbatterien) punktuell überfordert und dadurch die britische Verlustquote möglichst gering gehalten werden.
Anfang 1943 beschlossen die Alliierten auf der Casablanca-Konferenz, eine „Gemeinsame Bomberoffensive“ gegen das Deutsche Reich einzuleiten. Dabei sollte das ‚deutsche militärische, industrielle und wirtschaftliche System’ attackiert werden, außerdem der Durchhaltewillen der Zivilbevölkerung. Die Amerikaner setzten dabei auf Tagangriffe, die zusammen mit den britischen Nachtangriffen ein „round-the-clock bombing“ ermöglichten. In der Folge wurde der Bombenkrieg wesentlich intensiviert. Ein wichtiges Zwischenziel war dabei die Reduktion der Kampffähigkeit der deutschen Luftwaffe. Dies gelang nach Anlaufschwierigkeiten im Verlauf der Bomberoffensive, und zwar vor allem durch die Übertragung taktischer Freiheiten an die US-Begleitjäger und durch die alliierte Luftoffensive auf die deutsche Treibstoffindustrie ab dem Frühjahr 1944, die recht schnell zu Engpässen bei der deutschen Pilotenausbildung führte. Mit Luftangriffen wurden daneben auch andere Ziele verfolgt, darunter die Unterstützung der Bodentruppen während der Operation Overlord und die Abwehr der deutschen V-Waffen-Offensive im Rahmen der Operation Crossbow. Der Bombenkrieg erreichte bis zum Kriegsende ein nie gekanntes Ausmaß.
Ab 1943 gelangten genaue Lageskizzen und Produktionsziffern von Stahlwerken, Panzer-, Waffen-, Kugellager- und Flugzeugfabriken wie auch von V-Raketen-Fabrikationsanlagen über die Widerstandsgruppe rund um Kaplan Heinrich Maier an alliierte Generalstäbe; das ermöglichte genaue Luftschläge, wodurch Wohngebiete geschont wurden.
Ab dem Sommer 1943 bombardierten die Alliierten gezielt die deutsche Rüstungs- und Flugzeugindustrie, wie zum Beispiel die Messerschmitt-Werke mit der Produktion des wichtigsten deutschen Jagdflugzeuges Bf 109 in Augsburg und Wiener Neustadt. Damit erreichten sie zunehmend die Lufthoheit und zwangen die deutsche Führung, die Rüstungsproduktion unter großem Aufwand und Kosten zu dezentralisieren bzw. in den Untergrund zu verlegen. Als erfolgreich erwiesen sich ferner die Kampagnen gegen die Ölindustrie und gegen Transportziele, die gegen Ende des Krieges in Europa einen großen Teil der Einsätze ausmachten.

#### Abwehrmaßnahmen
Als Schutzmaßnahmen wurden in Deutschland große Flaktürme und Hochbunker in Großstädten sowie an kriegswichtigen Industriestandorten wie beispielsweise in der Chemieregion Halle, Merseburg, Zeitz und Leipzig der Mitteldeutsche Flakgürtel errichtet und Kinder sowie Mütter mit Säuglingen im Rahmen der Kinderlandverschickung aus urbanen Zentren evakuiert.

#### Tabelle der bombardierten Städte
| Stadt                    | Angreifer                                  | Erster Angriff          | Schwerster Angriff                          | Ziele, Zerstörungsgrad | Bombenlast (t)             | Tote                                                                                                | Artikel |
| ------------------------ | ------------------------------------------ | ----------------------- | ------------------------------------------- | --- | -------------------------- | --------------------------------------------------------------------------------------------------- | ------- |
| Aachen                   | Royal Air Force (RAF)                      | Juli 1941               | 11. April 1944                              | 65 % des Wohnraums zerstört |                            | mehr als 2600                                                                                       |         |
| Anklam                   | USAAF/RAF Luftwaffe                        | 9. Oktober 1943         | 4. August 1944                              | Arado-Zweigwerk, Flugplatz, Altstadt zu 80 % zerstört |                            | 800                                                                                                 | ►       |
| Aschaffenburg            | USAAF                                      | März 1945               |                                             | |                            | |         |
| Augsburg                 | RAF/USAAF                                  | 17. August 1940         | 25./26. Februar 1944                        | Schwerpunkte vor allem auf den Industrieanlagen von MAN und Messerschmitt; 24 % des Wohnungsbestands total zerstört, große Teile der historischen Innenstadt zerstört |                            | 1499                                                                                                | ►       |
| Bad Oldesloe             | Royal Air Force (RAF)                      | 24. April 1945          |                                             | Schwerpunkt: Bahnhofsgelände |                            | mehr als 700                                                                                        |         |
| Bad Reichenhall          | USAAF                                      | 25. April 1945          |                                             | Bahnhöfe der Stadt |                            | rund 200                                                                                            | ►       |
| Bayreuth                 | RAF/USAAF                                  | Januar 1941             | 11. April 1945                              | Schwerpunkt Innenstadt und das Bahnhofsviertel mit der Textilindustrie, der Zerstörungsgrad der Stadt betrug 38 % |                            | |         |
| Bebra                    | USAAF                                      | 4. Dezember 1944        |                                             | Schwerpunkt war der Bahnhof Bebra |                            | 64                                                                                                  | ►       |
| Berlin                   | RAF/USAAF Luftstreitkräfte der Sowjetunion | 25. August 1940         | 18. März 1945                               | Schwerpunkt war die Innenstadt innerhalb der Berliner Ringbahn | 68.285                     | ≈20.000                                                                                             | ►       |
| Bielefeld                | RAF                                        | Juni 1940               | 30. September 1944                          | größter Teil der Altstadt zerstört |                            | 1347                                                                                                |         |
| Bingen am Rhein          | USAAF                                      | 29. September 1944      | 29. Dezember 1944                           | Hauptziel Rangierbahnhof Bingerbrück rund 96 % des Stadtgebietes zerstört |                            | |         |
| Bochum                   | RAF/USAAF                                  | 16. Mai 1940            | 4. November 1944                            | Stadt zu 38 % zerstört, im Innenstadtbereich über 90 % | 11.177                     | über 4000                                                                                           | ►       |
| Böblingen                | RAF/RCAF/RAAF                              | 7./8. Oktober 1943      | 7./8. Oktober 1943                          | 90 % schwere und leichte Schäden. |                            | 60                                                                                                  |         |
| Bonn                     |                                            |                         | 18. Oktober 1944                            | Zerstörungsgrad der Gebäude bei 30 % |                            | ca. 1500                                                                                            |         |
| Brandenburg an der Havel | RAF/USAAF                                  | 6. August 1944          | 31. März 1945                               | Opel Lkw-Werk; Arado ges. Stadtgebiet zu 15 % zerstört |                            | |         |
| Braunschweig             | RAF                                        | 17. August 1940         | 15. Oktober 1944                            | BMA; Franke & Heidecke; Voigtländer; MIAG; Luther-Werke; NIEMO; Selwig & Lange Innenstadt zu 90 %, Gesamtstadt zu 42 % zerstört | 847 (nur 15. Oktober 1944) | ≈1000 (nur 15. Oktober 1944)                                                                        | ►       |
| Bremen                   | RAF                                        | 18. Mai 1940            | 18./19. August 1944                         | Atlas, AG Weser, Vulkanwerft, Borgward, Hansa-Lloyd und Goliath-Werke, Focke-Wulf ges. Stadtgebiet zu 62 % zerstört, das Stephaniviertel im Zentrum zu über 95 % | 1120                       | 1050                                                                                                | ►       |
| Bremerhaven              | RAF                                        | 18. September 1944      | 18. September 1944                          | ges. Stadtgebiet zu 57 % zerstört | 900                        | 618                                                                                                 | ►       |
| Breslau                  | RAF                                        |                         | 7. August 1944                              | |                            | |         |
| Bruchsal                 | USAAF                                      | 1. März 1945, 14 Uhr    |                                             | rund 96 % der Innenstadt zerstört |                            | ≈1000                                                                                               |         |
| Chemnitz                 | RAF/USAAF                                  | 12. Mai 1944            | 5. März 1945                                | Altstadt zu 95 % zerstört, ges. Stadtgebiet zu 75 % zerstört | 7700                       | 3600–4000                                                                                           | ►       |
| Cottbus                  | USAAF                                      | 25. Oktober 1940        | 15. Februar 1945                            | Bahnanlagen, Industrie, südöstl. Zentrum | ca. 1000                   | >1000                                                                                               | ►       |
| Danzig                   | RAF                                        |                         | 26. März 1945                               | Industrie, Infrastruktur, Milit., Zivil. |                            | |         |
| Darmstadt                | RAF                                        |                         | 11./12. September 1944                      | Altstadt zu 99 % zerstört, ges. Stadtgebiet zu 78 % | ca. 750                    | 11.500                                                                                              | ►       |
| Dessau                   | RAF                                        |                         | 7. März 1945                                | ges. Stadtgebiet zu 80 % zerstört | 1693                       | 668                                                                                                 | ►       |
| Dorsten                  | RAF                                        | 14. März 1941           | 22. März 1945                               | Innenstadt zu 95 % zerstört | 377                        | 319                                                                                                 | ►       |
| Dortmund                 | RAF                                        | 5. Mai 1943             | 12. März 1945                               | Innenstadt zu 98 % zerstört | 4851                       | 890                                                                                                 | ►       |
| Dresden                  | RAF/USAAF                                  | 7. Oktober 1944         | 13./14. Februar 1945                        | Ind., Infra., Milit., Zivil. 90 % der Innenstadt zerstört | 2660                       | 22.700–25.000                                                                                       | ►       |
| Düren                    | RAF                                        | 12. Mai 1940            | 16. November 1944                           | Infra., Milit., Zivil. 99,2 % des Stadtgebiets zerstört, nur vier Wohnhäuser blieben verschont | 1945                       | 3106                                                                                                | ►       |
| Düsseldorf               | RAF                                        | 1. August 1942          | 12. Juni 1943                               | Innenstadt zu 94 % zerstört | 18.652                     | | ►       |
| Duisburg                 | RAF                                        | 13. Mai 1940            | 14./15. Oktober 1944                        | Stadtgebiet zu 80 % zerstört | 30.535                     | ca. 8.000 – 12.000                                                                                  | ►       |
| Eberswalde               | Luftwaffe                                  | 26. April 1945          |                                             | Ardelt-Werke Innenstadt ca. 50 % zerstört |                            | |         |
| Eisenach                 | USAAF/RAF                                  | 24. Februar 1944        | 11. September 1944                          | BMW-Automobilwerk und Flugmotorenfabrik, Stadt 6 % zerstört, über 50 % beschädigt | 400                        | 370 tote Zivilisten                                                                                 | ►       |
| Emden                    | RAF                                        | 31. März 1940           | 6. September 1944                           | Hafen und Nordseewerke, Stadtgebiet zu 80 % zerstört |                            | | ►       |
| Emmerich am Rhein        | RAF                                        |                         | 7. Oktober 1944                             | ges. Stadtgebiet zu 97 % zerstört |                            | |         |
| Erbach (Odw.)            |                                            |                         | 26. März 1945                               | 39 Gebäude zerstört, 138 Gebäude teilbeschädigt, weiter Schäden durch Artilleriebeschuss |                            | 26                                                                                                  |         |
| Erfurt                   | RAF/USAAF                                  | 26. Juli 1940           | 25. Februar 1945                            | Industrie, Infrastr., Flugplatz, Innenstadt, 17 % der Wohnungen total zerstört; ein geplantes zweitägiges Bombardement der RAF im April 1945 wurde aufgrund des Vormarsches der amerikanischen Truppen nicht mehr durchgeführt | 1100                       | 1535                                                                                                | ►       |
| Essen                    | RAF                                        | 1./2. Juni 1942         | 11.03.1945                                  | 1942 zweiter „Tausend-Bomber-Angriff“ der RAF; bei Kriegsende Innenstadt zu 90 % zerstört. | 36.825                     | | ►       |
| Fallersleben             |                                            | 8. April 1944           | 5. August 1944                              | Volkswagenwerk zu zwei Dritteln zerstört |                            | |         |
| Flensburg                | RAF/USAAF                                  | 20. August 1940         | 19. Mai 1943                                | Verschiedene Stadtbereiche wurden bombardiert, insbesondere der Flensburger Hafen mit der Flensburger Werft sowie der Flugplatz Schäferhaus. Unterschiedliche Probleme während der Luftangriffe führten dazu, dass die Stadt weitgehend verschont blieb. Durch die Angriffe kam dennoch die U-Boot-Produktion der Werft zum Erliegen. | über 30.000                | 176 tote Zivilisten und 119 tote alliierte Soldaten                                                 | ►       |
| Frankfurt am Main        | RAF/USAAF                                  | 4. Juni 1940            | 22. März 1944                               | VDM/Heddernheimer Kupferwerk, I.G. Farben (Werk Höchst), VDO, Adlerwerke Hartmann & Braun, Messer Griesheim Altstadt zu 98 % zerstört, im gesamten Stadtgebiet über 50 % | 29.209                     | 5559                                                                                                | ►       |
| Frankfurt (Oder)         | RAF                                        | 25. August 1940         | 15. Februar 1944                            | Innenstadt durch Luftangriffe und Verteidigung zu 93 % zerstört |                            | 58                                                                                                  | ►       |
| Freiberg                 | USAAF                                      | 07. Oktober 1944        |                                             | Ausweichziel („target of opportunity“) Bahnhof Freiberg | 60,5                       | 172                                                                                                 |         |
| Freiburg im Breisgau     | RAF Luftwaffe                              | 10. Mai 1940            | 27. November 1944                           | Innenstadt, Bahnanlagen; 30 % aller Wohnungen zerstört oder schwer beschädigt |                            | ≈3000                                                                                               | ►       |
| Freital                  | USAAF                                      | 24. August 1944         | 24. August 1944                             | Voltolwerk der Rhenania-Ossag in Freital-Birkigt, Bahnanlagen in Freital-Potschappel 2000 zerstörte und beschädigte Wohnungen |                            | 262                                                                                                 |         |
| Friedrichroda            | USAAF                                      |                         | 6. Februar 1945                             | 74 zerstörte und 350 beschädigte Häuser | 27,5                       | 135                                                                                                 | ►       |
| Friedrichshafen          | RAF                                        |                         | 28. April 1944                              | Maybach, Zahnradfabrik Stadtgebiet zu 75 % zerstört |                            | ≈2500                                                                                               | ►       |
| Fulda                    | RAF/USAAF                                  | 20. Juli 1944           | 11. September 1944                          | Die Produktionsanlagen von Fulda Reifen, den Emaillierwerken Bellinger und mehrerer anderer Firmen wurden komplett zerstört. Unter den Toten waren rund 350 Zwangsarbeiter der Firma Mehler, die starben, als von dem als Schutzraum ausgebauten Krätzbachtunnel sämtliche Eingänge getroffen worden waren.                           |                            | 1600                                                                                                | ►       |
| Fürth                    | USAAF/RAF                                  | 16. August 1940         | 25. Februar 1944                            | hauptsächlich Industrie, ansonsten z. T. Fehlabwürfe bei Angriffen auf Nürnberg; 6 % Totalschäden, 30 % schwere u. mittlere Schäden am Gebäudebestand |                            | ca. 390                                                                                             | ►       |
| Gelsenkirchen            |                                            |                         | 6. November 1944                            | Zerstörung von 52 % der Häuser, 42 % beschädigt, 6 % konnten weiterbewohnt werden; 28 % der Industriebetriebe waren zerstört | 22.885                     | ca. 3000                                                                                            | ►       |
| Gera                     | USAAF                                      | 12. Mai 1944            | 6. April 1945                               | Industrie, Bahnanlagen, Innenstadt | 550                        | 550                                                                                                 | ►       |
| Gießen                   | RAF                                        |                         | 6. Dezember 1944                            | die Stadt wurde zu 67 % zerstört, die Innenstadt zu 90 % |                            | 813                                                                                                 |         |
| Gotha                    | USAAF                                      | 24. Februar 1944        | 6. Februar 1945                             | Industrie, Bahnanlagen, Innenstadt | über 890                   | über 550                                                                                            | ►       |
| Göttingen                |                                            | 7. Juli 1944            | 7. April 1945                               | Bahnanlagen; Stadt insgesamt zu 2,1 % (235 Wohnungen, 59 Wohnhäuser) zerstört |                            | 107                                                                                                 | ►       |
| Graz                     | USAAF                                      | August 1943             | Februar/März 1945                           | Bahn- und Industrieanlagen, 7733 Gebäude, 8999 Wohnungen zerstört, die historische Altstadt blieb jedoch großteils verschont |                            | ≈1800; die Opferzahl war aufgrund der großen Luftschutzstollen im Schloßberg vergleichsweise gering |         |
| Groß-Gerau               | RAF                                        |                         | 25./26. August 1944                         | Innenstadt, 230 Häuser zerstört, 300 weitere beschädigt; Stadtkirche brannte aus, 1000 Menschen obdachlos |                            | 28                                                                                                  |         |
| Gütersloh                | USAAF                                      | 1940                    | 26. November 1944                           | |                            | 290                                                                                                 |         |
| Hagen                    | RAF/USAAF                                  | 15. Mai 1940            | 15. März 1945                               | Rangierbahnhof Vorhalle, AFA, Innenstadt durch mehrere Angriffe nahezu vollständig zerstört |                            | ≈2200                                                                                               | ►       |
| Halberstadt              | USAAF                                      |                         | 8. April 1945                               | Junkers-Zweigwerk; 82 % der Innenstadt wurden zerstört |                            | ≈2500                                                                                               | ►       |
| Halle (Saale)            | USAAF                                      | 7. Juli 1944            | 31. März 1945                               | | 2593                       | | ►       |
| Hamburg                  | RAF/USAAF                                  | 18. Mai 1940            | 27./28. Juli 1943                           | Innenstadt zu 80 %, Stadtgebiet zu 60 % zerstört | 2439                       | ≈35.000                                                                                             | ►       |
| Hamm                     | RAF/USAAF                                  | 1940                    | 22. April 1944                              | Rangierbahnhof Hamm, Westfälische Drahtindustrie, Westfälische Union, Hafen, Kasernen, gesamtes Stadtgebiet und die nähere Umgebung von Hamm, vor allem Bergbau in Bockum-Hövel, Herringen, Pelkum, Heessen, Ahlen; Zerstörung Stadtgebiet Hamm 60–80 %                                                                               |                            | 1029; davon 233 Kriegsgefangene, Internierte und Zwangsarbeiter                                     | ►       |
| Hanau                    | RAF                                        | 1944                    | 19. März 1945                               | Altstadt zu 90 %, Stadtgebiet zu 80 % zerstört |                            | ≈2250                                                                                               | ►       |
| Hannover                 | RAF/USAAF                                  | 19. Mai 1940            | 9. Oktober 1943                             | Continental-Werke, Hanomag/MNH, AFA, Deurag/Nerag, 52 % aller Gebäude zerstört, in der Innenstadt 90 % | 1670                       | 6782, davon 4748 Einwohner                                                                          | ►       |
| Heidelberg               |                                            | 1944                    | 1945                                        | nur geringe Schäden, Stadt nahezu unversehrt |                            | |         |
| Heilbronn                | RAF                                        | 16. Dezember 1940       | 4. Dezember 1944                            | Industrie, Infrastruktur, Milit., Zivil.; Innenstadt bis auf 3 Häuser vollständig, insgesamt 5100 von 14.500 Gebäuden zerstört |                            | ≈6500                                                                                               | ►       |
| Herne                    |                                            |                         |                                             | Bausubstanz in Herne größtenteils verschont |                            | 419                                                                                                 | ►       |
| Hildesheim               | RAF/RCAF/USAAF                             | 29. Juli 1944           | 22. März 1945                               | Güterbahnhof; Zuckerraffinerie; VDM-Halbzeugwerke GmbH („Metallwerk Hildesheim“); Senkingwerk; E. Ahlborn AG; Altstadt zu 90 % zerstört | 1060                       | 1511 1736                                                                                           | ►       |
| Homburg                  | RAF/USAAF                                  |                         | 14. März 1945                               | |                            | 220                                                                                                 |         |
| Ingolstadt               | USAAF                                      | 15. Januar 1945         | 9. April 1945                               | |                            | ≈650                                                                                                | ►       |
| Jena                     | RAF/USAAF                                  | 27. Mai 1943            | 19. März 1945                               | Zeiss- und Schott-Werke, Innenstadt schwer betroffen | 1025                       | ≈800                                                                                                | ►       |
| Jülich                   | RAF                                        |                         | 16. November 1944                           | ges. Stadtgebiet zu 97 % zerstört |                            | |         |
| Kaiserslautern           | RAF/USAAF                                  | 3. September 1941       | 28. September 1944                          | Bei mehreren Großangriffen 1944/45 wurde die Innenstadt zu fast zwei Dritteln zerstört. Beim Wiederaufbau wurde viel noch erhaltene Bausubstanz abgerissen, um Durchbrüche zu erhalten und Straßen verbreitern zu können. |                            | ≈350                                                                                                |         |
| Karlsruhe                | RAF                                        |                         | 4. Dezember 1944                            | je nach Berechnungsgrundlage zu 24–38 % zerstört | 10.598                     | 1754                                                                                                |         |
| Kassel                   | RAF                                        |                         | 22. Oktober 1943                            | Henschel & Sohn; Fieseler-Werke; MWK Stadtgebiet zu 80 %, Altstadt zu 97 % zerstört | ca. 1400                   | ca. 7000                                                                                            | ►       |
| Kiel                     |                                            | 2. Juli 1940            | 3./4. April 1945                            | Großwerften am Ostufer der Förde: DWK, Germaniawerft, Howaldtswerke; 35 % der Gebäude (40 % der Wohnungen) zerstört | 29.202                     | 2515                                                                                                | ►       |
| Koblenz                  | RAF                                        |                         | 6. November 1944                            | ges. Stadtgebiet zu 87 % zerstört |                            | 1016                                                                                                | ►       |
| Köln                     | RAF                                        | 18. Juni 1940           | 2. März 1945                                | zum Kriegsende waren 95 % der Altstadt zerstört | 48.041                     | ≈20.000                                                                                             | ►       |
| Königsberg (Preußen)     | Luftstreitkräfte der Sowjetunion/RAF       | 22. Juni 1941           | 26./27. August 1944 und 29./30. August 1944 | historische Innenstadt (Altstadt, Kneiphof, Löbenicht) fast vollständig zerstört | über 480                   | ≈6000                                                                                               | ►       |
| Krefeld                  | RAF/USAAF                                  | 22. Mai 1940            | 21./22. Juni 1943                           | ein Drittel der Wohngebäude, 36 % der Verkehrsanlagen und 70 % der Industrieanlagen zerstört Ziele u. a. nördliche und östliche Innenstadt, Stahlwerk, Waggonfabrik, Chemiefabrik Weiler-ter Meer (I.G. Farben) |                            | 2048                                                                                                | ►       |
| Landau in der Pfalz      | USAAF                                      | 1944                    | 1945                                        | |                            | 586                                                                                                 |         |
| Landshut                 | USAAF                                      | Dezember 1944           | 19. März 1945                               | Bahnhof |                            | ≈400                                                                                                |         |
| Leipzig                  | RAF                                        | 27. März 1943           | 4. Dezember 1943                            | bis zu 60 % der Bausubstanz zerstört, 40 % der Wohnungen | ca. 500                    | ≈1800                                                                                               | ►       |
| Leverkusen               |                                            | 5. Juni 1940            | 26. Oktober 1944                            | große Zerstörungen |                            | |         |
| Linz                     | RAF/USAAF                                  | 1944                    | 1945                                        | |                            | 1679                                                                                                |         |
| Ludwigshafen am Rhein    | RAF                                        | Oktober 1941            | 5. Januar 1945                              | ges. Stadtgebiet zu über 80 % zerstört, Hauptziel BASF |                            | >500                                                                                                | ►       |
| Lübeck                   | RAF                                        | 28. März 1942           | 28. März 1942                               | Altstadt zu 30 % zerstört | 400                        | 320                                                                                                 | ►       |
| Magdeburg                | RAF                                        |                         | 16. Januar 1945                             | BRABAG (Rothensee), Krupp-Gruson, Buckau Wolf Altstadt zu 90 % zerstört | ca. 1200                   | ≈2500                                                                                               | ►       |
| Mainz                    | RAF                                        | 12./13. August 1942     | 27. Februar 1945                            | ges. Stadtgebiet zu 80 % zerstört |                            | ≈1200                                                                                               | ►       |
| Mannheim                 |                                            | 1. Juni 1940            | 5./6. September 1943                        | Motorenwerke Mannheim (MWM), Daimler-Benz-Werk Stadtgebiet fast völlig zerstört | 25.181                     | 2171                                                                                                | ►       |
| Meiningen                | USAAF                                      | 13. September 1944      | 23. Februar 1945                            | Ausbesserungswerk Infrastruktur | ca. 219                    | ≈220                                                                                                | ►       |
| Merseburg                | USAAF/RAF                                  | 12. Mai 1944            | 6. Dezember 1944                            | Leunawerke 80 % der Gebäude zerstört oder beschädigt; u. a. Bahnhof zerstört, Merseburger Dom beschädigt, Schloss Merseburg: Ostflügel zerstört, später rekonstruiert | ca. 2300                   | 587                                                                                                 | ►       |
| Mülheim an der Ruhr      | RAF                                        |                         | 22./23. Juni 1943                           | 29 % des Gesamtbestandes zerstört |                            | | ►       |
| München                  | RAF/USAAF                                  | Sommer 1942             | 7. Februar 1945                             | BMW-Flugmotorenwerk Allach und Stammwerk Milbertshofen, gesamte Stadt zu 50 %, Altstadt zu 90 % zerstört | 27.111                     | 6500                                                                                                | ►       |
| Mönchengladbach          | RAF/USAAF                                  | 12. Mai 1940            |                                             | beide Städte (M. Gladbach und Rheydt) zu etwa 65 % zerstört |                            | ca. 2000                                                                                            |         |
| Münster                  | RAF/USAAF                                  | 16. Mai 1940            | 25. März 1945                               | etwa 91 % der Altstadt und 63 % der gesamten Stadt zerstört |                            | >1600                                                                                               |         |
| Neuss                    | RAF                                        | 31. Juli/1. August 1942 |                                             | große Teile der historischen Altstadt zerstört |                            | |         |
| Nordhausen               | USAAF/RAF                                  | 4. Juli 1944            | 3. und 4. April 1945                        | ges. Stadtgebiet zu ca. 74 % zerstört | 2700                       | ≈8800                                                                                               | ►       |
| Nürnberg                 | RAF                                        | 21./22. Dezember 1940   | 2. Januar 1945                              | Bahnanlagen und Industrie südlich der Innenstadt (Rangierbahnhof, MAN, Schuckert, Victoria-Werke) Altstadt fast völlig zerstört | 2300                       | 1800                                                                                                | ►       |
| Oberhausen               |                                            |                         |                                             | 31 % des Gesamtbestandes zerstört |                            | 2300                                                                                                | ►       |
| Oldenburg                |                                            |                         |                                             | Oldenburg insgesamt zu 1,4 % (130 Häuser) zerstört |                            | | ►       |
| Offenbach am Main        | RAF                                        | 20. Dezember 1943       | 18. März 1944                               | gesamt 36 % zerstört, vorrangig Alt- und Weststadt |                            | 467 (bei allen Angriffen)                                                                           | ►       |
| Offenburg                | RAF/USAAF                                  | 17. September 1941      | 27. November 1944                           | Bahnanlagen; Rangierbahnhof ges. Stadtgebiet zu 5 % zerstört | >950                       | 146                                                                                                 |         |
| Oranienburg              | USAAF                                      | 6. März 1944            | 15. März 1945                               | Güterbahnhof, Heinkel-Flugzeugwerke, Auerwerke (Atomforschung), Stadtgebiet zu 70 % zerstört | (20.000 Bomben)            | 2000 (davon ca. 1000 KZ-Häftlinge)                                                                  |         |
| Osnabrück                | RAF                                        | 20. Juni 1942           | 13. September 1944                          | Bahnbetriebswerk, Rangierbahnhof, Klöckner-Stahlwerk, OKD (Kupfer- und Drahtwerk), Altstadt zu 94 % zerstört, gesamtes Stadtgebiet zu 65 % |                            | | ►       |
| Paderborn                | RAF                                        | 17. Januar 1945         | 23. März 1945                               | ges. Stadtgebiet zu 85 % zerstört |                            | |         |
| Peenemünde               | RAF                                        |                         | 18. August 1943                             | Heeresversuchsanstalt, Versuchsstelle der Luftwaffe, Schlaf- und Wohnquartiere | 1874                       | 735                                                                                                 | ►       |
| Pforzheim                | RAF                                        | 1. April 1944           | 23. Februar 1945                            | ges. Stadtgebiet zu 83 % zerstört | 1575                       | ≈18.000                                                                                             | ►       |
| Pirmasens                | USAAF                                      | 9. August 1944          | 15. März 1945                               | Stadtgebiet zu zwei Dritteln zerstört, Innenstadt zu 90 % |                            | 581                                                                                                 | ►       |
| Plauen                   | USAAF, RAF                                 | 12. September 1944      | 10. April 1945                              | über 75 % des Stadtgebiets zerstört | 4925                       | über 2358                                                                                           | ►       |
| Posen                    | RAF                                        |                         | 29. Mai 1944                                | Focke-Wulf, AFA-Akkumulatorenwerk |                            | |         |
| Potsdam                  | RAF                                        |                         | 14. April 1945                              | Wohnhäuser in der Innenstadt und der Berliner Vorstadt wurden bis zu 97 % zerstört | 1700                       | 1593                                                                                                | ►       |
| Rees                     | RAF                                        | 10. Mai 1940            | 16. Februar 1945                            | ges. Stadtgebiet zu 76 % zerstört |                            | |         |
| Regensburg               | RAF, USAAF                                 |                         | März 1945                                   | Messerschmitt-Flugzeugwerk, Bahnanlagen, Hafen Regensburg; in der Altstadt selbst nur geringe Schäden |                            | ca. 3000                                                                                            |         |
| Remscheid                | RAF                                        |                         | 31. Juli 1943                               | ges. Stadtgebiet zu 82 % zerstört |                            | |         |
| Rosenheim                | USAAF                                      | 20. Oktober 1944        | 18. April 1945                              | Bahnhof |                            | 53 (nur 18. April 1945)                                                                             | ►       |
| Rostock                  | RAF, USAAF                                 | 11. Juni 1940           | 24./27. April 1942                          | Ernst Heinkel Flugzeugwerke, Arado Flugzeugwerke, Neptunwerft, Innenstadt zur Hälfte zerstört |                            | 617                                                                                                 | ►       |
| Rothenburg ob der Tauber | USAAF                                      | 31. März 1945           | 31. März 1945                               | | 9                          | 39                                                                                                  | ►       |
| Saarbrücken              | RAF                                        | Ende Juli 1942          | 5. Oktober 1944                             | Alt-Saarbrücken nahezu vollständig zerstört | ca. 1000                   | ca. 400                                                                                             | ►       |
| Salzburg                 | USAAF                                      | 16. Oktober 1944        | 1. Mai 1945                                 | 40 % der Gebäude beschädigt oder zerstört | 1500                       | 547                                                                                                 | ►       |
| Schmalkalden             | USAAF                                      | 20. Juli 1944           | 6. Februar 1945                             | Bahn, Stadt |                            | 88 Zivilisten                                                                                       | ►       |
| Schweinfurt              | USAAF, RAF                                 | 17. August 1943         | 24. Februar 1944                            | bei insgesamt 22 Luftangriffen wurden 40 % der Stadt und 45 % des Industriegebiets zerstört |                            | 1079                                                                                                | ►       |
| Solingen                 | RAF                                        |                         | 4./5. November 1944                         | 2,5 km² Innenstadt vollständig zerstört |                            | 1882                                                                                                | ►       |
| Stettin                  |                                            | 1943                    | 17. und 30. August 1944                     | Innenstadt und nördliche Vororte schwer zerstört |                            | |         |
| Stralsund                | USAAF                                      |                         | 6. Oktober 1944                             | 19 % aller Häuser zerstört; u. a. Kleine Johanniskirche und Kreuzgang des Klosters, Semlower Tor stark beschädigt, später abgerissen | 248                        | ≈800                                                                                                | ►       |
| Stuttgart                | RAF                                        | 25. August 1940         | 12. September 1944                          | bei insgesamt 53 Luftangriffen 1940 bis 1945 im gesamten Stadtgebiet 68 % aller Gebäude zerstört | ca. 670                    | ≈1000                                                                                               | ►       |
| Swinemünde               | USAAF                                      |                         | 12. März 1945                               | | 1609                       | 8000 bis 23.000 (Flüchtlinge)                                                                       | ►       |
| Trier                    | RAF                                        | 14. August 1944         | 23. Dezember 1944                           | Stadtgebiet zu 41 % zerstört, Schwerpunkt Altstadt |                            | 420                                                                                                 |         |
| Ulm                      | RAF                                        |                         | 17. Dezember 1944                           | Magirus-Werke; Altstadt zu 81 % zerstört |                            | 707 (am 17. Dezember 1944)                                                                          | ►       |
| Weimar                   | USAAF                                      | 24. August 1944         | 9. Februar 1945                             | Industrie, Innenstadt | 965                        | über 1850                                                                                           | ►       |
| Wesel                    | RAF                                        | 16. Februar 1945        | 19. Februar 1945                            | ges. Stadtgebiet zu 97 % zerstört |                            | | ►       |
| Wien                     | RAF/USAAF                                  | 17. März 1944           | 12. März 1945                               | 28 % Gebäudeschäden |                            | 8796                                                                                                | ►       |
| Wiener Neustadt          | RAF/USAAF                                  | 1944                    | 1945                                        | Wiener Neustädter Flugzeugwerke, Raxwerke |                            | | ►       |
| Wiesbaden                | RAF                                        | August 1940             | 2./3. Februar 1945                          | 22,3 % der Wohnungen zerstört |                            | ca. 1700                                                                                            |         |
| Wilhelmshaven            | RAF                                        | 4. September 1939       | 15. Oktober 1944                            | ges. Stadtgebiet (bei Kriegsende 60 % der Wohnfläche zerstört), Kriegsmarinewerft |                            | 435                                                                                                 |         |
| Wismar                   | RAF                                        | 1942                    | 14. April 1945                              | |                            | |         |
| Worms                    | RAF/USAAF                                  | 20. Juni 1940           | 21. Februar 1945                            | Innenstadt, Industrie- und Bahnanlagen |                            | insgesamt ca. 700                                                                                   | ►       |
| Würzburg                 | RAF                                        | Februar 1942            | 16. März 1945                               | gesamtes Stadtgebiet zu 82 %, Altstadt zu über 90 % zerstört | 977                        | ≈5000                                                                                               | ►       |
| Wuppertal                | RAF                                        | Mai 1943                | 29./30. Mai 1943 und 24./25. Juni 1943      | Wuppertal-Barmen und Wuppertal-Elberfeld – gesamtes Stadtgebiet zu 38 % zerstört |                            | 5219                                                                                                | ►       |
| Xanten                   | RAF                                        |                         | 10. Februar 1945                            | |                            | |         |
| Zerbst                   | USAAF                                      |                         | 16. April 1945                              | ges. Stadtgebiet zu 80 % zerstört |                            | mindestens 574                                                                                      |         |
| Zweibrücken              | RCAF                                       |                         | 14. März 1945                               | Stadtgebiet zu 80 % zerstört, Altstadt fast gänzlich zerstört |                            | ≈200                                                                                                | ►       |

#### Verluste der Bevölkerung
Insgesamt fielen dem Bombenkrieg der Alliierten bis zu 600.000 Zivilisten zum Opfer: Schwer verwundete Überlebende der Angriffe waren in der Nachkriegszeit ein Teil der eineinhalb Millionen Kriegsversehrten.

#### Verluste der Luftstreitkräfte
Nicht alle abgestürzten Flugzeuge wurden geborgen. Durch Privatinitiative wurden auch noch im Jahr 2015 abgestürzte Flugzeuge entdeckt und sterbliche Überreste von Flugzeugbesatzungen geborgen.

#### Verluste an Infrastruktur und Bausubstanz
Eine Bestandsaufnahme der Wirkung der Angriffe fand am Kriegsende durch US-Flüge statt, die systematisch das deutsche Gebiet mit Luftbildern dokumentierten: 2013 Trolley-Missions vom 7. bis zum 12. Mai 1945. Kleingruppen zu je drei Flugzeugen beflogen genau festgelegte Routen.

### Frankreich
| Stadt         | Angreifer            | Erster Angriff  | Schwerster Angriff   | Ziele                                                     | Bombenlast (t)           | Tote                       | Bemerkungen |
| ------------- | -------------------- | --------------- | -------------------- | --------------------------------------------------------- | ------------------------ | -------------------------- | --- |
| Brest         |                      |                 |                      |                                                           |                          |                            | |
| Caen          |                      |                 |                      |                                                           |                          |                            | |
| Calais        |                      |                 | Februar 1945         |                                                           |                          |                            | |
| Dünkirchen    |                      |                 | 1940                 |                                                           |                          |                            | |
| Le Havre      | RAF                  |                 | 5./6. September 1944 |                                                           | je 340 Maschinen         | ca. 5000                   | |
| Lorient       |                      |                 |                      |                                                           |                          |                            | |
| Paris         | Wehrmacht, Luftwaffe | 26. August 1944 |                      | Stadtgebiet (593 Gebäude wurden zerstört oder beschädigt) | 50 Maschinen             | 213 (zudem 914 Verwundete) | Der Angriff erfolgte nach der Kapitulation des dt. Wehrmachtbefehlshabers General Choltitz gegenüber dem frz. Oberst Rol-Tanguy. |
| Royan         | RAF                  |                 | 5. Januar 1945       | Stadtgebiet (90 % zerstört)                               | 1580 (340 Maschinen)     | ca. 800                    | |
| Royan         | USAAF                |                 | 15. April 1945       | dt. Befestigungsanlage (Stadtgebiet zu 100 % zerstört)    | ca. 1000 (830 Maschinen) | ca. 1300 –1700             | Operation Vénérable – erstmaliger Napalm-Einsatz in Europa                                                                       |
| Saint-Nazaire |                      |                 |                      |                                                           |                          |                            | |
| Straßburg     |                      |                 |                      |                                                           |                          |                            | |

### Großbritannien
Die erste deutsche Angriffswelle auf britische Städte – im englischen Sprachraum als The Blitz bezeichnet – fand ab September 1940 statt, als man während der Luftschlacht um England neben Flugplätzen auch Städte angriff, und dauerte bis Mai 1941, als die meisten Kampfverbände der Luftwaffe in Vorbereitung des Feldzugs gegen die Sowjetunion nach Osten abgezogen wurden. Hauptangriffsziele waren neben London vor allem wichtige Hafen- und Industriestädte.
Anders als in deutschen Großstädten gab es in London nur sehr wenig Luftschutzbunker. Daher suchte die Londoner Bevölkerung Schutz in den Tunneln und Stationen der Londoner U-Bahn. In einem Stollen wurde eine Munitionsfabrik betrieben und eine U-Bahn-Station wurde auch für Kabinettssitzungen benutzt.
Schon Mitte September 1940 zeichnete sich die Unterlegenheit der deutschen Luftwaffe ab. Der Luftkampf über englischem Gebiet ging an die Substanz der deutschen Luftwaffe. Um nach einem Luftkampf noch zurückfliegen zu können, blieben nur 15 Minuten Kampfzeit, ansonsten ging die begrenzte Tankfüllung der Messerschmitt-Jagdflieger zur Neige. Abgeschossene oder notlandende Piloten wurden gefangen genommen, während britische Piloten meist am selben Tag wieder einsatzbereit waren. Am Morgen des 17. Septembers verschob Hitler die Invasion Englands („Unternehmen Seelöwe“) auf „unbestimmte Zeit“, am 12. Oktober verlautbarte Generalfeldmarschall Keitel: „Der Führer hat beschlossen, dass ab heute bis zum Frühjahr [1941] die Vorbereitungen zu ‚Seelöwe‘ nur zu dem Zweck fortgeführt werden sollen, um England politisch und militärisch weiterhin unter Druck zu setzen.“ Die Tagangriffe wurden aufgrund hoher Verluste ab dem 29. Oktober 1940 bis auf vereinzelte Angriffe mit Bombern und Jagdbombern eingestellt. Die Nachtangriffe wurden bis Mai 1941 weitergeführt.
In der Luftschlacht um England wurde die Flugzeugproduktion von 2 Jahren verbraucht. Es gingen 4.153 Flugzeuge total verloren. Rechnet man dazu die 1.800 Maschinen hinzu, die im Westen verbleiben mussten, kommt man zu dem Ergebnis, dass die Luftwaffe die Sowjetunion hätte mit 9640 Flugzeugen angreifen können, wenn Großbritannien sich im Sommer 1940 mit Hitler arrangiert hätte. Eine Zahl die nach Rolf-Dieter Müller „mit absoluter Sicherheit das schnelle Ende der UdSSR bedeutet“ hätte.
Die Belagerung von Malta bis 1942 machte die britische Kronkolonie zum meistbombardierten Ort im Zweiten Weltkrieg.
In Vergeltung für den verheerenden britischen Luftangriff auf Lübeck vom 28./29. März 1942 unternahm die deutsche Luftwaffe von April bis Juni 1942 eine Serie von Angriffen auf kulturhistorisch bedeutsame englische Städte, die sogenannten Baedeker-Angriffe (englisch Baedeker Blitz).
Zu einer kurzzeitigen Wiederaufnahme des Bombenkriegs gegen britische Städte, hauptsächlich gegen London, durch die Luftwaffe kam es von Januar bis Mai 1944 im Rahmen des „Unternehmens Steinbock“. Dabei gelang es der Luftwaffe nicht, mit ihren begrenzten und stetig schwindenden Kräften die von Hitler beabsichtigte Wirkung auf die Moral der britischen Bevölkerung zu erzielen. Mangelnde Erfolge und hohe Verluste führten zur Einstellung der Angriffe. Die einzige verbleibende Hoffnung, die deutschen Vergeltungsabsichten umzusetzen, bot die im Juni 1944 begonnene sogenannte „V-Waffen-Offensive“ mit den Vergeltungswaffen V1 und V2.
| Stadt             | Angreifer | Erster Angriff    | Schwerster Angriff            | Ziele                                                      | Bombenlast (t) | Tote                | Artikel |
| ----------------- | --------- | ----------------- | ----------------------------- | ---------------------------------------------------------- | -------------- | ------------------- | ------- |
| Barrow-in-Furness | Luftwaffe | September 1940    | Mai 1941                      | Werften                                                    |                |                     |         |
| Bath              | Luftwaffe |                   | 25. April 1942                | historische Innenstadt                                     |                |                     | ►       |
| Belfast           | Luftwaffe |                   | 15. April 1941                | Industrie, Werften, Stadtgebiet                            |                | ca. 1000            | ►       |
| Birmingham        | Luftwaffe | 9. August 1940    |                               | Industrie, Stadtgebiet                                     | 2000           | 2241                |         |
| Brighton          | Luftwaffe | Juli 1940         | 14. September 1940            | u. a. Bahnanlagen                                          |                | 198                 |         |
| Bristol           | Luftwaffe | 24. November 1940 |                               | Hafen, Flugzeugindustrie, Stadtgebiet                      | 919            | 1299                |         |
| Canterbury        | Luftwaffe |                   | 31. Mai 1942                  | historische Innenstadt                                     |                |                     | ►       |
| Cardiff           | Luftwaffe | 3. Juli 1940      | 2. Januar 1941                | Hafen, Industrie                                           |                | 355                 |         |
| Clydebank         | Luftwaffe |                   | 13.–15. März 1941             | Werften, Munitionsindustrie                                |                | 528                 | ►       |
| Coventry          | Luftwaffe |                   | 14. November 1940             | Rüstungsindustrie, Stadtgebiet                             |                | 1236                | ►       |
| Exeter            | Luftwaffe |                   | 23. April 1942                | historische Innenstadt                                     |                |                     | ►       |
| Greenock          | Luftwaffe |                   | 6./7. Mai 1941                | Werften                                                    |                | 280                 |         |
| Hull              | Luftwaffe | 19. Juni 1940     |                               | Docks, Industrie 95 % der Gebäude beschädigt oder zerstört |                | ca. 1200            |         |
| Liverpool         | Luftwaffe |                   | 1.–7. Mai 1941                | Hafen, Industrie, Stadtgebiet                              |                | ca. 4000 (Großraum) |         |
| London            | Luftwaffe | 24. August 1940   |                               | vorwiegend Stadtgebiet                                     |                | ca. 30.000          |         |
| Manchester        | Luftwaffe | August 1940       | 22.–24. Dezember 1940         | Hafen, Industrie, Stadtgebiet                              |                |                     |         |
| Norwich           | Luftwaffe |                   | 27.–30. April 1942            | historische Innenstadt                                     |                |                     | ►       |
| Nottingham        | Luftwaffe |                   | 8./9. Mai 1941                | Industrie                                                  |                |                     |         |
| Plymouth          | Luftwaffe | 6. Juli 1940      |                               | Docks                                                      |                | 1172                |         |
| Sheffield         | Luftwaffe |                   | 12./15. Dezember 1940         | Rüstungsindustrie                                          |                | 660                 |         |
| Southampton       | Luftwaffe |                   | 30. November/1. Dezember 1940 | Hafen                                                      | 470            |                     |         |
| Swansea           | Luftwaffe |                   | Februar 1941                  | Hafen, Industrie                                           |                |                     |         |
| York              | Luftwaffe |                   | 29. April 1942                | historische Innenstadt                                     |                |                     | ►       |

### Japan
| Stadt       | Angreifer | Erster Angriff    | Schwerster Angriff | Ziele, Zerstörungsgrad                              | Bombenlast (t) | Tote             | Artikel |
| ----------- | --------- | ----------------- | ------------------ | --------------------------------------------------- | -------------- | ---------------- | ------- |
| Akashi      | USAAF     |                   | 6. Juli 1945       | Industrie, Zivil. Stadt zu 57 % zerstört            | 885            | 355              |         |
| Akita       | USAAF     |                   | 14. August 1945    | Ind., Zivil.                                        | 970            | 250              |         |
| Aomori      | USAAF     |                   | 28. Juli 1945      | Ind., Zivil. Stadt zu 88 % zerstört                 | 496            | 1.016            |         |
| Chiba       | USAAF     | 10. Juni 1945     | 6. Juli 1945       | Ind., Zivil., Milit. Stadt zu 44 % zerstört         | 932            | 1.530            |         |
| Chōshi      | USAAF     |                   | 19. Juli 1945      | Ind., Zivil. Stadt zu 34 % zerstört                 | 570            |                  |         |
| Fukui       | USAAF     |                   | 19. Juli 1945      | Infrastruktur, Zivil. Stadt zu 86 % zerstört        | 865            |                  |         |
| Fukuyama    | USAAF     |                   | 8. August 1945     | Infra., Zivil. Stadt zu 81 % zerstört               | 504            |                  |         |
| Gifu        | USAAF     |                   | 9. Juli 1945       | Infra., Zivil. Stadt zu 64 % zerstört               | 815            | 890              |         |
| Hachiōji    | USAAF     | 2. Juli 1945      | 1. August 1945     | Ind., Zivil. Stadt zu 65 % zerstört                 | 1445           | 398              |         |
| Hamamatsu   | USAAF     | 15. Februar 1945  | 18. Juni 1945      | Ind., Zivil., Milit. Stadt zu 60 % zerstört         | 2497           | >3570            |         |
| Himeji      | USAAF     |                   | 3. Juli 1945       | Ind., Zivil. Stadt zu 63 % zerstört                 | 696            |                  |         |
| Hiratsuka   | USAAF     |                   | 16. Juli 1945      | Ind., Milit. Stadt zu 48 % zerstört                 | 1055           | 253              |         |
| Hiroshima   | USAAF     |                   | 6. August 1945     | Ind., Infra., Milit., Zivil.                        | 4,04 (nuklear) | 90.000 – 166.000 | ►       |
| Hitachi     | USAAF     | 19. Juli 1945     | 19. Juli 1945      | Ind., Infra., Zivil. Stadt zu 72 % zerstört         | 874            |                  |         |
| Ichinomiya  | USAAF     |                   | 12. Juli 1945      | Ind., Infra., Zivil. Stadt zu 75 % zerstört         | 700            |                  |         |
| Imabari     | USAAF     | 7. Mai 1945       | 5. August 1945     | Ind., Zivil. Stadt zu 64 % zerstört                 | 530            | 484              |         |
| Kagoshima   | USAAF     | 8. April 1945     | 17. Juni 1945      | Ind., Infra., Milit., Zivil. Stadt zu 63 % zerstört | 885            |                  |         |
| Kawasaki    | USAAF     | 15. April 1942    | 25. Juli 1945      | Ind., Infra., Zivil. Stadt zu 35 % zerstört         | 320            | 1520             | ►       |
| Kōbe        | USAAF     | 4. Februar 1945   | 5. Juni 1945       | Ind., Infra., Milit., Zivil. Stadt zu 56 % zerstört | 7250           | 6300             | ►       |
| Kōchi       | USAAF     |                   | 3. Juli 1945       | Infra., Zivil. Stadt zu 55 % zerstört               | 962            |                  |         |
| Kōfu        | USAAF     |                   | 6. Juli 1945       | Ind., Zivil. Stadt zu 79 % zerstört                 | 880            | 740              |         |
| Kumagaya    | USAAF     |                   | 14. August 1945    | Ind., Zivil. Stadt zu 45 % zerstört                 | 538            |                  |         |
| Kure        | USAAF     | 5. Mai 1945       | 22. Juni 1945      | Ind., Infra., Milit., Zivil. Stadt zu 42 % zerstört | 721            |                  |         |
| Kuwana      | USAAF     | 16. Juli 1945     | 24. Juli 1945      | Ind., Zivil. Stadt zu 77 % zerstört                 | 643            |                  |         |
| Maebashi    | USAAF     |                   | 5. August 1945     | Infra., Zivil. Stadt zu 64 % zerstört               | 657            |                  |         |
| Matsuyama   | USAAF     |                   | 26. Juli 1945      | Infra., Zivil. Stadt zu 73 % zerstört               | 813            |                  |         |
| Mito        | USAAF     |                   | 2. August 1945     | Infra., Zivil. Stadt zu 69 % zerstört               | 1039           | 242              |         |
| Moji        | USAAF     |                   | 28. Juni 1945      | Ind., Zivil. Stadt zu 27 % zerstört                 | 583            |                  |         |
| Nagaoka     | USAAF     |                   | 1. August 1945     | Ind., Infra., Zivil. Stadt zu 66 % zerstört         | 566            | >1500            |         |
| Nagasaki    | USAAF     |                   | 9. August 1945     | Ind., Infra., Milit., Zivil.                        | 4,67 (nuklear) | 61.000–80.000    | ►       |
| Nagoya      | USAAF     | 13. Dezember 1944 | 16. Mai 1945       | Ind., Infra., Milit., Zivil. Stadt zu 40 % zerstört | 12.750         | 8.150            | ►       |
| Nara        | USAAF     |                   | 9. Juni 1945       | Infra., Zivil. Stadt zu 69 % zerstört               |                |                  |         |
| Nishinomiya | USAAF     |                   | 5. August 1945     | Ind., Zivil. Stadt zu 30 % zerstört                 | 1839           |                  |         |
| Nobeoka     | USAAF     |                   | 28. Juni 1945      | Ind., Zivil. Stadt zu 36 % zerstört                 | 752            |                  |         |
| Numazu      | USAAF     | 27. November 1944 | 17. Juli 1945      | Infra., Milit. Stadt zu 42 % zerstört               | 943            | 322              |         |
| Ōgaki       | USAAF     |                   | 28. Juli 1945      | Ind., Zivil. Stadt zu 40 % zerstört                 | 598            |                  |         |
| Okayama     | USAAF     |                   | 29. Juni 1945      | Ind., Zivil. Stadt zu 69 % zerstört                 | 890            | >1200            |         |
| Okazaki     | USAAF     |                   | 19. Juli 1945      | Ind., Zivil. Stadt zu 68 % zerstört                 | 771            | 216              |         |
| Ōmuta       | USAAF     | Juni 1945         | 26. Juli 1945      | Ind., Zivil. Stadt zu 36 % zerstört                 | 1574           |                  |         |
| Osaka       | USAAF     | 13. März 1945     | 14. August 1945    | Ind., Infra., Milit., Zivil. Stadt zu 35 % zerstört | 9.317          | 12.620           | ►       |
| Sakai       | USAAF     |                   | 9. Juli 1945       | Ind., Zivil. Stadt zu 44 % zerstört                 | 790            |                  |         |
| Sasebo      | USAAF     |                   | 28. Juni 1945      | Ind., Zivil. Stadt zu 48 % zerstört                 | 977            |                  |         |
| Sendai      | USAAF     | 9. Juli 1945      | 19. Juli 1945      | Ind., Infra., Zivil. Stadt zu 22 % zerstört         | 975            | 2755             |         |
| Shimonoseki | USAAF     |                   | 1. Juli 1945       | Ind., Zivil. Stadt zu 36 % zerstört                 | 724            |                  |         |
| Shimizu     | USAAF     |                   | 6. Juli 1945       | Ind., Zivil. Stadt zu 50 % zerstört                 | 934            |                  |         |
| Shizuoka    | USAAF     | März 1945         | 19. Juni 1945      | Ind., Infra., Zivil. Stadt zu 66 % zerstört         | 788            | 1952             |         |
| Takamatsu   | USAAF     |                   | 3. Juli 1945       | Ind., Zivil. Stadt zu 78 % zerstört                 | 776            |                  |         |
| Tokio       | USAAF     | 24. November 1944 | 9. März 1945       | Ind., Infra., Milit., Zivil. Stadt zu 51 % zerstört | 20.760         | >100.000         | ►       |
| Tokushima   | USAAF     | 22. Dezember 1944 | 3. Juli 1945       | Ind., Infra., Zivil. Stadt zu 85 % zerstört         | 756            | 1000             |         |
| Tokuyama    | USAAF     |                   | 26. Juli 1945      | Ind., Zivil. Stadt zu 37 % zerstört                 | 682            |                  |         |
| Toyama      | USAAF     | 1. August 1945    | 1. August 1945     | Ind., Zivil. Stadt zu 99 % zerstört                 | 1329           | 2149             |         |
| Toyohashi   | USAAF     | Januar 1945       | 20. Juni 1945      | Ind., Infra., Zivil. Stadt zu 62 % zerstört         | 859            | 650              |         |
| Toyokawa    | USAAF     | 1. November 1944  | 7. August 1945     | Ind., Infra., Milit., Zivil. Stadt zu 62 % zerstört | 738            | 2677             |         |
| Tsu         | USAAF     | Juni 1945         | 28. Juli 1945      | Infra., Zivil. Stadt zu 69 % zerstört               | 1187           | 1239             |         |
| Tsuruga     | USAAF     |                   | 12. Juli 1945      | Infra., Zivil. Stadt zu 65 % zerstört               | 616            |                  |         |
| Ube         | USAAF     |                   | 2. Juli 1945       | Ind., Zivil. Stadt zu 23 % zerstört                 | 167            | 230              |         |
| Ujiyamada   | USAAF     |                   | 28. Juli 1945      | Ind., Zivil. Stadt zu 39 % zerstört                 | 673            |                  |         |
| Utsunomiya  | USAAF     | 15. Juni 1944     | 12. Juli 1945      | Ind., Zivil. Stadt zu 34 % zerstört                 | 767            |                  |         |
| Uwajima     | USAAF     |                   | 28. Juli 1945      | Ind., Zivil. Stadt zu 52 % zerstört                 | 186            |                  |         |
| Wakayama    | USAAF     |                   | 9. Juli 1945       | Infra., Zivil. Stadt zu 50 % zerstört               | 726            |                  |         |
| Yawata      | USAAF     | 15. Juni 1944     | 8. August 1945     | Ind., Zivil. Stadt zu 21 % zerstört                 | 1181           |                  |         |
| Yokkaichi   | USAAF     |                   | 18. Juni 1945      | Ind., Infra., Milit., Zivil. Stadt zu 57 % zerstört | 515            | 736              |         |
| Yokohama    | USAAF     | 15. April 1942    | 15. April 1945     | Ind., Infra., Milit., Zivil. Stadt zu 79 % zerstört | 1457           | 4830             | ►       |

### Jugoslawien
| Stadt   | Angreifer | Erster Angriff | Schwerster Angriff | Ziele                        | Bombenlast (t) | Tote | Artikel |
| ------- | --------- | -------------- | ------------------ | ---------------------------- | -------------- | ---- | ------- |
| Belgrad | Luftwaffe | 6. April 1941  |                    | Ind., Infra., Milit., Zivil. | 830            | 2271 | ►       |

### Niederlande
| Stadt      | Angreifer | Erster Angriff   | Schwerster Angriff | Ziele  | Bombenlast (t) | Tote    | Artikel            |
| ---------- | --------- | ---------------- | ------------------ | ------ | -------------- | ------- | ------------------ |
| Arnheim    | USAAF     |                  | 22. Februar 1944   | Zivil. |                |         | ►, ► (PDF; 2,4 MB) |
| Den Haag   | RAF       |                  | 3./4. März 1945    | Zivil. | 86             | ca. 500 | ►                  |
| Den Helder |           |                  |                    |        |                |         |                    |
| Eindhoven  | USAAF     | 6. Dezember 1942 | 18. September 1944 | Zivil. |                |         |                    |
| Enschede   | USAAF     | 22. Januar 1942  | 10. Oktober 1943   | Zivil. |                | 151     | ►                  |
| Goor       | USAAF     | 24. März 1945    | 24. März 1945      | Zivil. |                | 82      | [ 97 ]             |
| Hengelo    | USAAF     | 6. Oktober 1944  |                    | Zivil. |                | 100     | [ 97 ]             |
| Middelburg | Luftwaffe | 17. Mai 1940     |                    | Zivil. |                |         |                    |
| Montfort   | RAF       | 21. Januar 1945  | 21. Januar 1945    | Zivil. |                | 183     | [ 97 ]             |
| Nijmegen   | USAAF     | 22. Februar 1944 | 22. Februar 1944   | Zivil. | 40             | ca. 800 | ►, ► (PDF; 2,4 MB) |
| Rotterdam  | Luftwaffe | 14. Mai 1940     | 14. Mai 1940       | Zivil. | 97             | 800–900 | ►                  |
| Venlo      | RAF       |                  | 3. November 1944   | Zivil. |                | 40      | [ 97 ]             |
| Vlissingen | Luftwaffe | 10. Mai 1940     |                    | Zivil. |                |         |                    |
| Zutphen    | RAF       |                  | 14. Oktober 1944   | Zivil. |                | 73      | [ 97 ]             |

### Polen
| Stadt    | Angreifer | Erster Angriff     | Schwerster Angriff | Ziele  | Bombenlast (t) | Tote | Artikel |
| -------- | --------- | ------------------ | ------------------ | ------ | -------------- | ---- | ------- |
| Frampol  | Luftwaffe | 13. September 1939 | 13. September 1939 |        |                |      |         |
| Warschau | Luftwaffe | 1. September 1939  | 25. September 1939 |        | 572            |      |         |
| Wieluń   | Luftwaffe | 1. September 1939  | 1. September 1939  | Milit. |                | 1200 | ►       |

### Slowakei
Die Slowakei wurde gegen Ende des Zweiten Weltkriegs zum Ziel alliierter Bomber. Zu den Hauptzielen strategischer Bombenangriffe gehörten Ölraffinerien in Bratislava und Dubová (Region Banská Bystrica), Waffenfabriken in Dubnica nad Váhom und Považská Bystrica sowie Eisenbahnknotenpunkte wie Nové Zámky. Während der Befreiungsmonate wurden taktische Bombenangriffe durchgeführt, am stärksten betroffen waren Prešov und Nitra.
Zu den wichtigsten Luftangriffen gehörten die Bombardierung von Bratislava und seiner Raffinerie Apollo am 16. Juni 1944 durch amerikanische B-24-Bomber der 15. Luftwaffe mit 181 Opfern und die Bombardierung von Nitra am 26. März 1945 durch sowjetische A-20-Bomber mit 345 Opfern.

### Rumänien

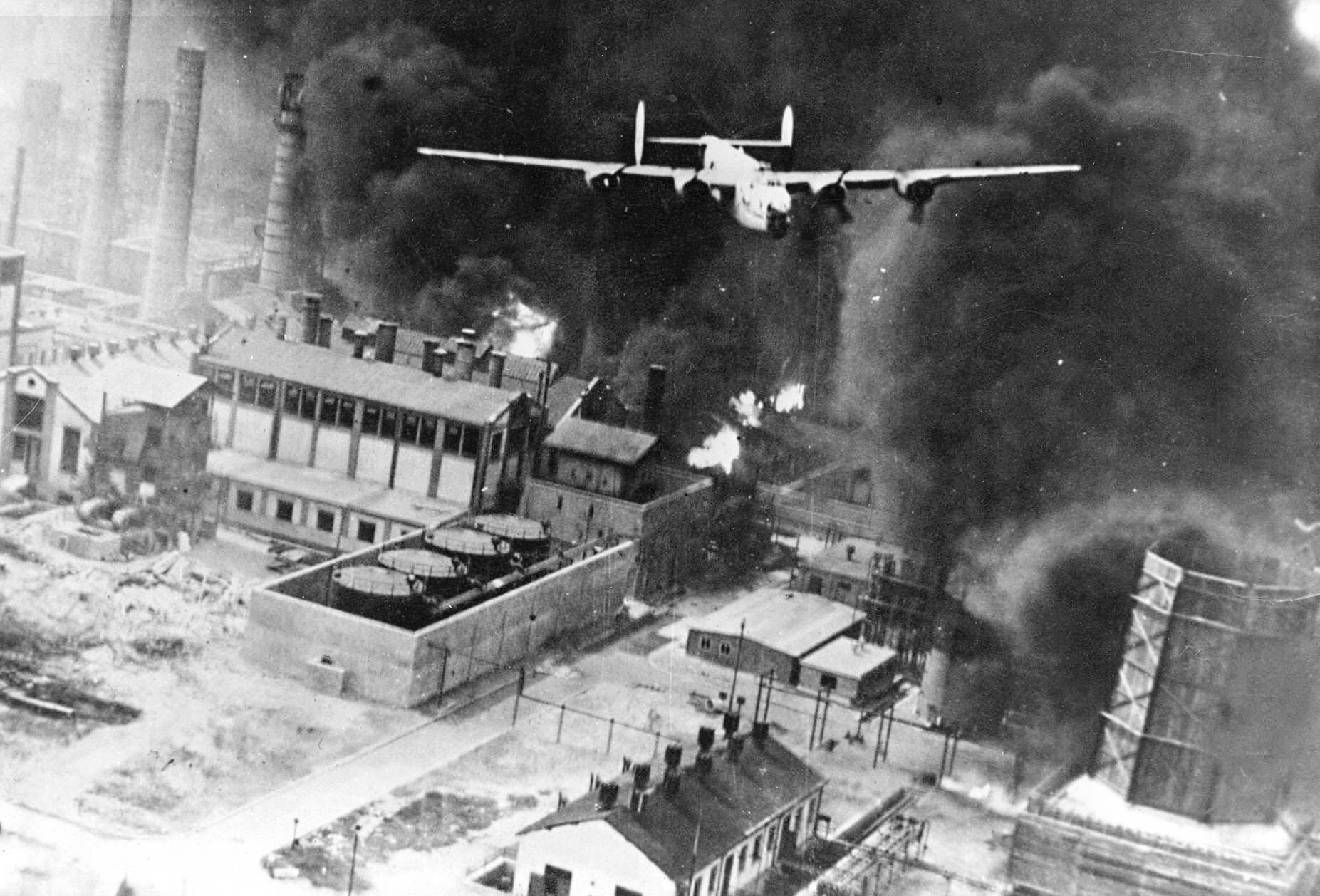
Ein B-24-Bomber beim Flug über eine brennende Raffinerie, Ploiești, 1. August 1943

Luftangriffe auf Städte in Rumänien, geordnet nach Bevölkerungsgröße:
- Luftangriffe auf Bukarest
- Luftangriffe auf Timișoara
- Luftangriffe auf Iași
- Luftangriffe auf Ploiești

### Schweiz
Obwohl die Schweiz im Zweiten Weltkrieg neutral war, gab es Bombenabwürfe auf Schweizer Gebiet, die von den Alliierten offiziell mit Navigationsfehlern begründet wurden. Besonders stark getroffen wurde am 1. April 1944 Schaffhausen (Altstadt, Bahnhof und Industrie bei Neuhausen; 40 Tote) und Stein am Rhein am 22. April 1945 (neun Tote). Eine andere Theorie sah die Ursache in den Waffenlieferungen der SIG und anderer Unternehmen an das Deutsche Reich. Diese zeitgenössische Theorie ist aber inzwischen klar widerlegt.

### Sowjetunion

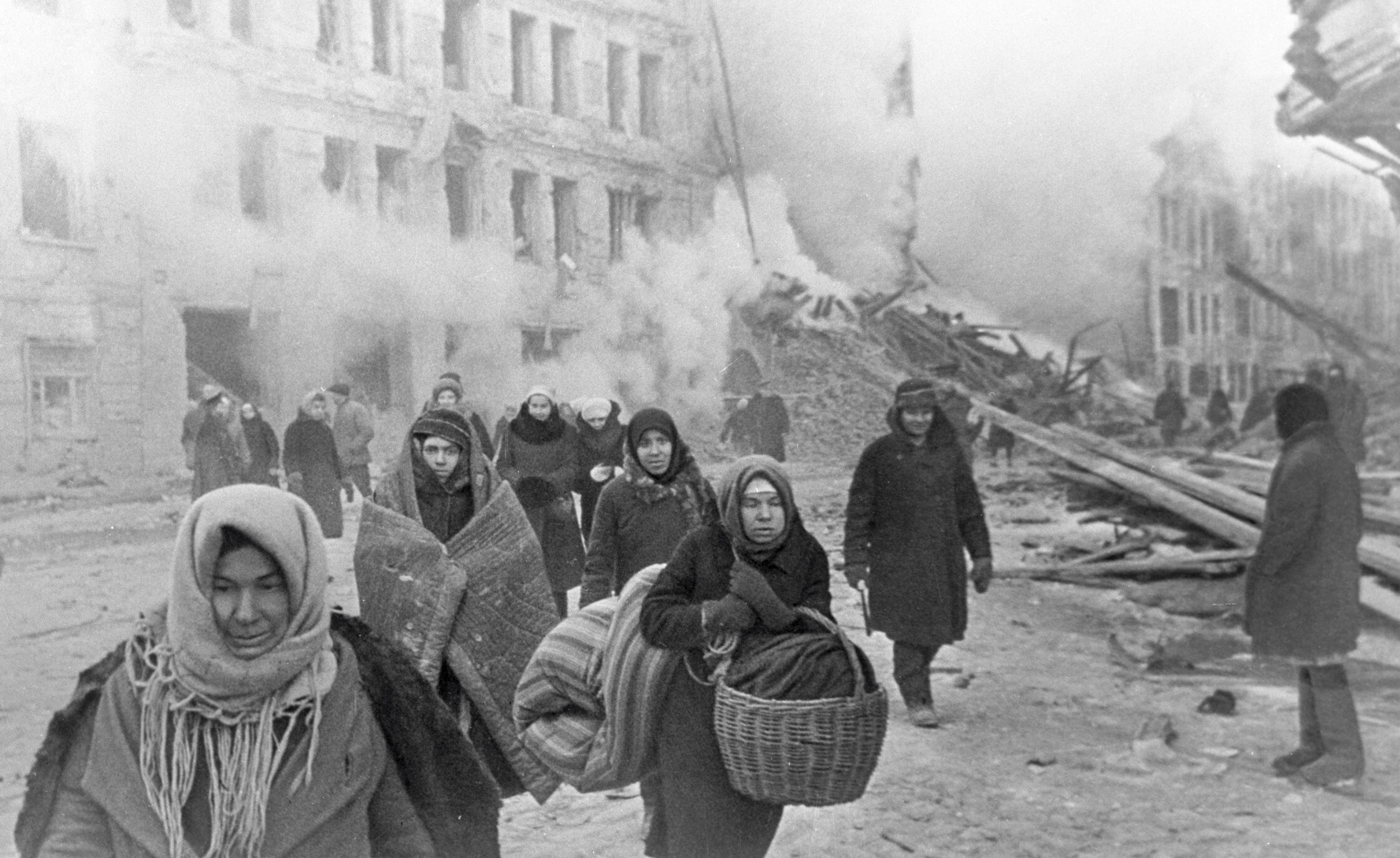
Ausgebombte Leningrader Frauen verlassen ihre Häuser, Dezember 1942

Zu den am stärksten bombardierten sowjetischen Städten zählen Leningrad (während der Leningrader Blockade) und Stalingrad (während der Schlacht von Stalingrad). Luftangriffe auf Moskau fanden im Wesentlichen nur in der ersten Phase des Krieges statt. Ziel war anfangs meist die Vorbereitung der Einnahme durch die Bodentruppen, später die Lahmlegung der Industrie. Zu den weiteren bombardierten Städten zählen Minsk, Odessa, Kiew, Sewastopol und Murmansk. Wichtige Ziele waren Strom-, Wasser- und Kraftwerke sowie Industriebetriebe. Zum Einsatz der vor dem Krieg projektierten Uralbomber, mit dem entfernter liegende Rüstungsbetriebe angegriffen werden sollten, kam es nicht. Der deutsche Plan Aktion Rußland von 1943, einen strategischen Luftkrieg gegen die sowjetische Rüstungsindustrie zu führen, scheiterte am Vormarsch der Roten Armee.

### Thailand
Am 5. Juni 1944 wurde beim ersten B-29-Kampfeinsatz Bangkok mit 77 in Indien startenden Flugzeugen bombardiert. Fünf Flugzeuge gingen aus technischen Gründen verloren.

## Radar
1941 entwickelten britische Wissenschaftler das Magnetron fort und es konnten von alliierter Seite aufgrund hoher amerikanischer Produktionszahlen hochauflösende Kurzwellen-Radartechnik eingesetzt werden. Das führte zu einer deutlich erhöhten Kampfkraft der bodengestützten Luftabwehr und bei Kampfflugzeugen, die nun auch bei schlechten Sichtverhältnissen gegnerische See-, Boden- und Luftziele deutlich besser bekämpfen konnten.

## Hochleistungs-Flugtreibstoff
Für die Qualität eines Treibstoffs ist allgemein die Klopffestigkeit das hervorstechendste Merkmal. Für die besonders hochentwickelten Flugmotoren gilt dies in besonderem Maße. Ein amerikanischer Erdöl-Fachmann äußerte im September 1939:

„Nicht die Kanonen Frankreichs, Großbritanniens oder Polens, sondern das Klopfen seiner Flugmotoren wird Deutschlands Untergang einläuten“

Die Klopffestigkeit wird durch die Oktanzahl gemessen. Durch die Destillation besonders hochwertiger Erdöle wurde im günstigsten Fall eine Oktanzahl von 75 erreicht. Durch den Zusatz von Bleitetraäthyl konnte jedoch der Wert 87 erreicht werden und durch Isooktan der Wert von 100.
Bei der Erzeugung des synthetischen Grundbenzins Leuna II wurde je nach Rohstoffgrundlage eine Oktanzahl von 65 oder 70–72 erreicht, und diesem dann 0,125 Volumenprozent Bleitetraäthyl zugesetzt, daraus entstand der Flugkraftstoff „A 4“, später „B 4“ mit einer Oktanzahl von 87.
Bleitetraäthyl und Isooktan wurden zunächst aus den USA importiert. 1936 entstand in Gapel bei Berlin eine Anlage zur Produktion von Bleitetraäthyl und eine zweite 1938 in Nachterstedt-Frose bei Magdeburg. Für Isooktan entstand bis Kriegsausbruch jedoch merkwürdigerweise keine große Erzeugungsstätte, sondern nur zwei kleine in Leuna und Oppau.
Ein Dokument der IG Farben vom Juni 1944, stellte fest, dass ohne Bleiteträthyl die heutige Kriegführung gar nicht denkbar wäre, und die Herstellung in Deutschland nur möglich gewesen sei, weil „die Amerikaner uns kurz vorher Erzeugungsstätten mit sämtlichen Erfahrungen schlüsselfertig hingestellt hatten“. Nach demselben Dokument stammte eine neu entdeckte Methode zur Herstellung von Isooktan „tatsächlich vollständig von den Amerikanern und ist durch unsere Abmachungen mit diesen in seinen einzelnen Stufen genau bekannt geworden und wird hier bei uns sehr ausgedehnt verwendet.“
Bei Kriegsausbruch lag in Deutschland der Anteil an Hochleistungs-Flugtreibstoff, der aus 20 % Isooktan, 30 % Aromatenbenzin und 50 % Fliegergrundbenzin aus der Hydrierung zusammengesetzt war, an der Gesamterzeugung von Flugbenzin nur bei 10 %. 1939 war jedoch die amerikanische Luftwaffe fast vollständig mit Motoren, die auf Hochleistungs-Flugtreibstoff mit Isooktan ausgerichtet waren, ausgestattet. Und nach Auffassung des amerikanischen Hydrierspezialisten Frank A. Howard soll die Luftschlacht um England durch die Spitfire mit ihrem Rolls-Royce-Triebwerk mit seinem 100-Oktan-Treibstoff gewonnen worden sein. 1943 wurden in Deutschland lediglich 85.000 Tonnen Isooktan hergestellt, im Ausland dagegen 2.000.000 Tonnen. 58 Prozent des gesamten in der Sowjetunion verbrauchten hochoktanigen Treibstoffs wurde per Lend-Lease aus den USA geliefert. Stalin äußerte auf der Konferenz von Teheran:

„Dies ist ein Krieg der Motoren und der Oktanzahl. Ich erhebe mein Glas auf die amerikanische Autoindustrie und die amerikanische Ölindustrie.“

Wolfgang Birkenfeld unterstützt die Feststellung, dass auf dem Flugbenzin-Sektor das NS-Regime vielleicht am wenigsten auf den Krieg vorbereitet war. Stefan Hörner konstatiert ebenfalls, dass die Vorbereitungen für einen umfassenden Krieg 1939 auf diesem Gebiet sehr unzureichend waren und zieht aus diesem Versäumnis den Schluss, dass der Krieg für die deutsche Seite ein „Abenteuer“ war, bei dem „die Lust am Untergang“ offensichtlich eingeschlossen war.
Günter Luxbacher stellte hingegen 2007 fest, dass es bis heute nicht endgültig entschieden ist, ob die alliierte Luftwaffe tatsächlich einen entscheidenden Vorteil daraus zog. Neuere Forschungen gehen von vergleichbaren Motorleistungen gegen Kriegsende aus und weisen auf gewisse kompensatorische Lösungen im deutschen Motorenbau hin.

## Dokumentarfilme
- Der Feuersturm. ZDF 2006. Gezeigt in Phoenix am 13. Februar 2014, 20:15–21:45 Uhr.

## Museale Rezeption
Im Wiener Heeresgeschichtlichen Museum sind die Luftangriffe der Alliierten auf Ziele in Österreich ausführlich dokumentiert. So sind unter anderem die Figurine eines US-amerikanischen Kampfbomberpiloten, Teile einer abgeschossenen B-17 sowie Phosphor- und sonstigen Fliegerbomben, ausgestellt.